# Llista d'asteroides (340001-341000)
Llista d'asteroides del 340.001 al 341.000, amb data de descoberta i descobridor. És un fragment de la llista d'asteroides completa. Als asteroides se'ls dona un número quan es confirma la seva òrbita, per tant apareixen llistats aproximadament segons la data de descobriment.

## 340001-340100
| Nom               | Designació provisional | Data de descobriment   | Lloc de descobriment | Descobridor/s     |
| ----------------- | ---------------------- | ---------------------- | -------------------- | ----------------- |
| 340001            | 2005 UH299             | 26 d'octubre de 2005   | Kitt Peak            | Spacewatch        |
| 340002            | 2005 UL300             | 26 d'octubre de 2005   | Kitt Peak            | Spacewatch        |
| 340003            | 2005 UJ305             | 27 d'octubre de 2005   | Kitt Peak            | Spacewatch        |
| 340004            | 2005 UM308             | 27 d'octubre de 2005   | Mount Lemmon         | Mt. Lemmon Survey |
| 340005            | 2005 UJ311             | 29 d'octubre de 2005   | Catalina             | CSS               |
| 340006            | 2005 UL311             | 29 d'octubre de 2005   | Mount Lemmon         | Mt. Lemmon Survey |
| 340007            | 2005 UH312             | 29 d'octubre de 2005   | Mount Lemmon         | Mt. Lemmon Survey |
| 340008            | 2005 UX312             | 29 d'octubre de 2005   | Catalina             | CSS               |
| 340009            | 2005 UL314             | 28 d'octubre de 2005   | Catalina             | CSS               |
| 340010            | 2005 UN318             | 27 d'octubre de 2005   | Kitt Peak            | Spacewatch        |
| 340011            | 2005 UW332             | 29 d'octubre de 2005   | Mount Lemmon         | Mt. Lemmon Survey |
| 340012            | 2005 UK336             | 30 d'octubre de 2005   | Kitt Peak            | Spacewatch        |
| 340013            | 2005 UR341             | 31 d'octubre de 2005   | Kitt Peak            | Spacewatch        |
| 340014            | 2005 UF344             | 29 d'octubre de 2005   | Kitt Peak            | Spacewatch        |
| 340015            | 2005 UN344             | 29 d'octubre de 2005   | Kitt Peak            | Spacewatch        |
| 340016            | 2005 UB351             | 29 d'octubre de 2005   | Catalina             | CSS               |
| 340017            | 2005 US353             | 29 d'octubre de 2005   | Catalina             | CSS               |
| 340018            | 2005 UO355             | 29 d'octubre de 2005   | Catalina             | CSS               |
| 340019            | 2005 UF369             | 27 d'octubre de 2005   | Kitt Peak            | Spacewatch        |
| 340020            | 2005 UE370             | 27 d'octubre de 2005   | Kitt Peak            | Spacewatch        |
| 340021            | 2005 UF371             | 27 d'octubre de 2005   | Mount Lemmon         | Mt. Lemmon Survey |
| 340022            | 2005 UE374             | 27 d'octubre de 2005   | Kitt Peak            | Spacewatch        |
| 340023            | 2005 UP376             | 27 d'octubre de 2005   | Kitt Peak            | Spacewatch        |
| 340024            | 2005 UO387             | 30 d'octubre de 2005   | Mount Lemmon         | Mt. Lemmon Survey |
| 340025            | 2005 UP393             | 28 d'octubre de 2005   | Catalina             | CSS               |
| 340026            | 2005 UT403             | 29 d'octubre de 2005   | Mount Lemmon         | Mt. Lemmon Survey |
| 340027            | 2005 UN412             | 31 d'octubre de 2005   | Mount Lemmon         | Mt. Lemmon Survey |
| 340028            | 2005 UV412             | 31 d'octubre de 2005   | Mount Lemmon         | Mt. Lemmon Survey |
| 340029            | 2005 UU427             | 28 d'octubre de 2005   | Kitt Peak            | Spacewatch        |
| 340030            | 2005 UG434             | 29 d'octubre de 2005   | Mount Lemmon         | Mt. Lemmon Survey |
| 340031            | 2005 UW437             | 26 d'octubre de 2005   | Kitt Peak            | Spacewatch        |
| 340032            | 2005 UZ440             | 29 d'octubre de 2005   | Catalina             | CSS               |
| 340033            | 2005 UG444             | 30 d'octubre de 2005   | Kitt Peak            | Spacewatch        |
| 340034            | 2005 UQ454             | 27 d'octubre de 2005   | Anderson Mesa        | LONEOS            |
| 340035            | 2005 UN459             | 27 d'octubre de 2005   | Mount Lemmon         | Mt. Lemmon Survey |
| 340036            | 2005 UL461             | 28 d'octubre de 2005   | Mount Lemmon         | Mt. Lemmon Survey |
| 340037            | 2005 UX476             | 25 d'octubre de 2005   | Kitt Peak            | Spacewatch        |
| 340038            | 2005 UU478             | 27 d'octubre de 2005   | Kitt Peak            | Spacewatch        |
| 340039            | 2005 UH484             | 22 d'octubre de 2005   | Palomar              | NEAT              |
| 340040            | 2005 UN485             | 22 d'octubre de 2005   | Catalina             | CSS               |
| 340041            | 2005 UE490             | 23 d'octubre de 2005   | Catalina             | CSS               |
| 340042            | 2005 UP490             | 25 de setembre de 2005 | Kitt Peak            | Spacewatch        |
| 340043            | 2005 UH508             | 25 d'octubre de 2005   | Kitt Peak            | Spacewatch        |
| 340044            | 2005 UO508             | 27 d'octubre de 2005   | Mount Lemmon         | Mt. Lemmon Survey |
| 340045            | 2005 UP509             | 28 d'octubre de 2005   | Kitt Peak            | Spacewatch        |
| 340046            | 2005 UY513             | 27 d'octubre de 2005   | Mount Lemmon         | Mt. Lemmon Survey |
| 340047            | 2005 UP530             | 25 d'octubre de 2005   | Catalina             | CSS               |
| 340048            | 2005 VT5               | 10 de novembre de 2005 | Catalina             | CSS               |
| 340049            | 2005 VK15              | 1 de novembre de 2005  | Socorro              | LINEAR            |
| 340050            | 2005 VL16              | 3 de novembre de 2005  | Socorro              | LINEAR            |
| 340051            | 2005 VK20              | 1 de novembre de 2005  | Kitt Peak            | Spacewatch        |
| 340052            | 2005 VC23              | 25 d'octubre de 2005   | Kitt Peak            | Spacewatch        |
| 340053            | 2005 VB24              | 1 de novembre de 2005  | Kitt Peak            | Spacewatch        |
| 340054            | 2005 VT24              | 1 de novembre de 2005  | Kitt Peak            | Spacewatch        |
| 340055            | 2005 VX29              | 4 de novembre de 2005  | Kitt Peak            | Spacewatch        |
| 340056            | 2005 VG30              | 4 de novembre de 2005  | Kitt Peak            | Spacewatch        |
| 340057            | 2005 VP31              | 4 de novembre de 2005  | Kitt Peak            | Spacewatch        |
| 340058            | 2005 VY32              | 4 de novembre de 2005  | Kitt Peak            | Spacewatch        |
| 340059            | 2005 VX33              | 2 de novembre de 2005  | Mount Lemmon         | Mt. Lemmon Survey |
| 340060            | 2005 VA40              | 4 de novembre de 2005  | Catalina             | CSS               |
| 340061            | 2005 VE40              | 4 de novembre de 2005  | Mount Lemmon         | Mt. Lemmon Survey |
| 340062            | 2005 VX41              | 3 de novembre de 2005  | Socorro              | LINEAR            |
| 340063            | 2005 VK47              | 5 de novembre de 2005  | Kitt Peak            | Spacewatch        |
| 340064            | 2005 VH51              | 3 de novembre de 2005  | Catalina             | CSS               |
| 340065            | 2005 VC56              | 4 de novembre de 2005  | Kitt Peak            | Spacewatch        |
| 340066            | 2005 VD56              | 4 de novembre de 2005  | Kitt Peak            | Spacewatch        |
| 340067            | 2005 VB67              | 28 d'octubre de 2005   | Kitt Peak            | Spacewatch        |
| 340068            | 2005 VV71              | 1 de novembre de 2005  | Mount Lemmon         | Mt. Lemmon Survey |
| 340069            | 2005 VW78              | 6 de novembre de 2005  | Mount Lemmon         | Mt. Lemmon Survey |
| 340070            | 2005 VH81              | 5 de novembre de 2005  | Kitt Peak            | Spacewatch        |
| 340071 Vanmunster | 2005 VF82              | 9 de novembre de 2005  | Uccle                | P. De Cat         |
| 340072            | 2005 VO107             | 5 de novembre de 2005  | Kitt Peak            | Spacewatch        |
| 340073            | 2005 VV113             | 10 de novembre de 2005 | Kitt Peak            | Spacewatch        |
| 340074            | 2005 VA118             | 12 de novembre de 2005 | Kitt Peak            | Spacewatch        |
| 340075            | 2005 WQ5               | 21 de novembre de 2005 | Kitt Peak            | Spacewatch        |
| 340076            | 2005 WX6               | 21 de novembre de 2005 | Catalina             | CSS               |
| 340077            | 2005 WP7               | 21 de novembre de 2005 | Junk Bond            | D. Healy          |
| 340078            | 2005 WM10              | 22 de novembre de 2005 | Kitt Peak            | Spacewatch        |
| 340079            | 2005 WH17              | 22 de novembre de 2005 | Kitt Peak            | Spacewatch        |
| 340080            | 2005 WA25              | 21 de novembre de 2005 | Kitt Peak            | Spacewatch        |
| 340081            | 2005 WC25              | 21 de novembre de 2005 | Kitt Peak            | Spacewatch        |
| 340082            | 2005 WF26              | 21 de novembre de 2005 | Kitt Peak            | Spacewatch        |
| 340083            | 2005 WK27              | 21 de novembre de 2005 | Kitt Peak            | Spacewatch        |
| 340084            | 2005 WR28              | 21 de novembre de 2005 | Kitt Peak            | Spacewatch        |
| 340085            | 2005 WZ28              | 21 de novembre de 2005 | Kitt Peak            | Spacewatch        |
| 340086            | 2005 WL33              | 21 de novembre de 2005 | Kitt Peak            | Spacewatch        |
| 340087            | 2005 WE38              | 22 de novembre de 2005 | Kitt Peak            | Spacewatch        |
| 340088            | 2005 WV39              | 25 de novembre de 2005 | Mount Lemmon         | Mt. Lemmon Survey |
| 340089            | 2005 WZ42              | 21 de novembre de 2005 | Kitt Peak            | Spacewatch        |
| 340090            | 2005 WW47              | 25 de novembre de 2005 | Kitt Peak            | Spacewatch        |
| 340091            | 2005 WZ47              | 25 de novembre de 2005 | Kitt Peak            | Spacewatch        |
| 340092            | 2005 WK55              | 26 de novembre de 2005 | Mount Lemmon         | Mt. Lemmon Survey |
| 340093            | 2005 WR56              | 29 de novembre de 2005 | Socorro              | LINEAR            |
| 340094            | 2005 WM67              | 22 de novembre de 2005 | Kitt Peak            | Spacewatch        |
| 340095            | 2005 WY70              | 21 de novembre de 2005 | Kitt Peak            | Spacewatch        |
| 340096            | 2005 WS73              | 26 de novembre de 2005 | Mount Lemmon         | Mt. Lemmon Survey |
| 340097            | 2005 WF75              | 25 de novembre de 2005 | Kitt Peak            | Spacewatch        |
| 340098            | 2005 WQ96              | 26 de novembre de 2005 | Kitt Peak            | Spacewatch        |
| 340099            | 2005 WV100             | 29 de novembre de 2005 | Socorro              | LINEAR            |
| 340100            | 2005 WO105             | 29 de novembre de 2005 | Kitt Peak            | Spacewatch        |

## 340101-340200
| Nom    | Designació provisional | Data de descobriment   | Lloc de descobriment | Descobridor/s     |
| ------ | ---------------------- | ---------------------- | -------------------- | ----------------- |
| 340101 | 2005 WO108             | 29 de novembre de 2005 | Socorro              | LINEAR            |
| 340102 | 2005 WS109             | 30 de novembre de 2005 | Kitt Peak            | Spacewatch        |
| 340103 | 2005 WE116             | 30 de novembre de 2005 | Socorro              | LINEAR            |
| 340104 | 2005 WR117             | 28 de novembre de 2005 | Socorro              | LINEAR            |
| 340105 | 2005 WC118             | 28 de novembre de 2005 | Catalina             | CSS               |
| 340106 | 2005 WW120             | 30 de novembre de 2005 | Socorro              | LINEAR            |
| 340107 | 2005 WY128             | 25 de novembre de 2005 | Mount Lemmon         | Mt. Lemmon Survey |
| 340108 | 2005 WY139             | 26 de novembre de 2005 | Mount Lemmon         | Mt. Lemmon Survey |
| 340109 | 2005 WC147             | 25 de novembre de 2005 | Kitt Peak            | Spacewatch        |
| 340110 | 2005 WO147             | 25 de novembre de 2005 | Catalina             | CSS               |
| 340111 | 2005 WZ155             | 29 de novembre de 2005 | Palomar              | NEAT              |
| 340112 | 2005 WY164             | 22 d'octubre de 2005   | Kitt Peak            | Spacewatch        |
| 340113 | 2005 WM168             | 30 de novembre de 2005 | Kitt Peak            | Spacewatch        |
| 340114 | 2005 WW170             | 30 de novembre de 2005 | Kitt Peak            | Spacewatch        |
| 340115 | 2005 WE176             | 30 de novembre de 2005 | Kitt Peak            | Spacewatch        |
| 340116 | 2005 WF192             | 25 de novembre de 2005 | Catalina             | CSS               |
| 340117 | 2005 WT192             | 26 de novembre de 2005 | Socorro              | LINEAR            |
| 340118 | 2005 WW192             | 26 de novembre de 2005 | Catalina             | CSS               |
| 340119 | 2005 WO193             | 28 de novembre de 2005 | Socorro              | LINEAR            |
| 340120 | 2005 WL197             | 21 de novembre de 2005 | Kitt Peak            | Spacewatch        |
| 340121 | 2005 WX199             | 25 de novembre de 2005 | Kitt Peak            | Spacewatch        |
| 340122 | 2005 WG201             | 28 de novembre de 2005 | Kitt Peak            | Spacewatch        |
| 340123 | 2005 WY207             | 29 de novembre de 2005 | Mount Lemmon         | Mt. Lemmon Survey |
| 340124 | 2005 XD3               | 1 de desembre de 2005  | Socorro              | LINEAR            |
| 340125 | 2005 XH5               | 4 de desembre de 2005  | Kitt Peak            | Spacewatch        |
| 340126 | 2005 XQ16              | 1 de desembre de 2005  | Kitt Peak            | Spacewatch        |
| 340127 | 2005 XG18              | 1 de desembre de 2005  | Kitt Peak            | Spacewatch        |
| 340128 | 2005 XX28              | 2 de desembre de 2005  | Socorro              | LINEAR            |
| 340129 | 2005 XL36              | 4 de desembre de 2005  | Kitt Peak            | Spacewatch        |
| 340130 | 2005 XK41              | 6 de desembre de 2005  | Kitt Peak            | Spacewatch        |
| 340131 | 2005 XY51              | 2 de desembre de 2005  | Kitt Peak            | Spacewatch        |
| 340132 | 2005 XT73              | 6 de desembre de 2005  | Kitt Peak            | Spacewatch        |
| 340133 | 2005 XD82              | 8 de desembre de 2005  | Mount Lemmon         | Mt. Lemmon Survey |
| 340134 | 2005 XG84              | 8 de desembre de 2005  | Catalina             | CSS               |
| 340135 | 2005 XH117             | 7 de desembre de 2005  | Kitt Peak            | Spacewatch        |
| 340136 | 2005 YK6               | 21 de desembre de 2005 | Catalina             | CSS               |
| 340137 | 2005 YS13              | 22 de desembre de 2005 | Kitt Peak            | Spacewatch        |
| 340138 | 2005 YK24              | 24 de desembre de 2005 | Kitt Peak            | Spacewatch        |
| 340139 | 2005 YX24              | 24 de desembre de 2005 | Kitt Peak            | Spacewatch        |
| 340140 | 2005 YW25              | 24 de desembre de 2005 | Kitt Peak            | Spacewatch        |
| 340141 | 2005 YQ33              | 24 de desembre de 2005 | Kitt Peak            | Spacewatch        |
| 340142 | 2005 YM39              | 26 de desembre de 2005 | Catalina             | CSS               |
| 340143 | 2005 YV42              | 24 de desembre de 2005 | Kitt Peak            | Spacewatch        |
| 340144 | 2005 YJ43              | 24 de desembre de 2005 | Kitt Peak            | Spacewatch        |
| 340145 | 2005 YG52              | 26 de desembre de 2005 | Mount Lemmon         | Mt. Lemmon Survey |
| 340146 | 2005 YH52              | 26 de desembre de 2005 | Mount Lemmon         | Mt. Lemmon Survey |
| 340147 | 2005 YA54              | 24 de desembre de 2005 | Kitt Peak            | Spacewatch        |
| 340148 | 2005 YG62              | 24 de desembre de 2005 | Kitt Peak            | Spacewatch        |
| 340149 | 2005 YL63              | 24 de desembre de 2005 | Kitt Peak            | Spacewatch        |
| 340150 | 2005 YB71              | 22 de desembre de 2005 | Kitt Peak            | Spacewatch        |
| 340151 | 2005 YX73              | 24 de desembre de 2005 | Kitt Peak            | Spacewatch        |
| 340152 | 2005 YV82              | 24 de desembre de 2005 | Kitt Peak            | Spacewatch        |
| 340153 | 2005 YP83              | 24 de desembre de 2005 | Kitt Peak            | Spacewatch        |
| 340154 | 2005 YN89              | 26 de desembre de 2005 | Mount Lemmon         | Mt. Lemmon Survey |
| 340155 | 2005 YW92              | 27 de desembre de 2005 | Mount Lemmon         | Mt. Lemmon Survey |
| 340156 | 2005 YR97              | 24 de desembre de 2005 | Kitt Peak            | Spacewatch        |
| 340157 | 2005 YG99              | 28 de desembre de 2005 | Mount Lemmon         | Mt. Lemmon Survey |
| 340158 | 2005 YD100             | 28 de desembre de 2005 | Kitt Peak            | Spacewatch        |
| 340159 | 2005 YQ103             | 25 de desembre de 2005 | Kitt Peak            | Spacewatch        |
| 340160 | 2005 YV112             | 25 de desembre de 2005 | Mount Lemmon         | Mt. Lemmon Survey |
| 340161 | 2005 YE114             | 25 de desembre de 2005 | Kitt Peak            | Spacewatch        |
| 340162 | 2005 YD120             | 27 de desembre de 2005 | Mount Lemmon         | Mt. Lemmon Survey |
| 340163 | 2005 YO133             | 26 de desembre de 2005 | Kitt Peak            | Spacewatch        |
| 340164 | 2005 YY138             | 27 de desembre de 2005 | Mount Lemmon         | Mt. Lemmon Survey |
| 340165 | 2005 YS140             | 28 de desembre de 2005 | Mount Lemmon         | Mt. Lemmon Survey |
| 340166 | 2005 YM144             | 28 de desembre de 2005 | Mount Lemmon         | Mt. Lemmon Survey |
| 340167 | 2005 YE146             | 29 de desembre de 2005 | Mount Lemmon         | Mt. Lemmon Survey |
| 340168 | 2005 YA148             | 25 de desembre de 2005 | Kitt Peak            | Spacewatch        |
| 340169 | 2005 YH151             | 25 de desembre de 2005 | Kitt Peak            | Spacewatch        |
| 340170 | 2005 YT151             | 26 de desembre de 2005 | Kitt Peak            | Spacewatch        |
| 340171 | 2005 YU153             | 29 de desembre de 2005 | Socorro              | LINEAR            |
| 340172 | 2005 YJ166             | 27 de desembre de 2005 | Kitt Peak            | Spacewatch        |
| 340173 | 2005 YD173             | 24 de desembre de 2005 | Socorro              | LINEAR            |
| 340174 | 2005 YT176             | 22 de desembre de 2005 | Kitt Peak            | Spacewatch        |
| 340175 | 2005 YK178             | 24 de desembre de 2005 | Kitt Peak            | Spacewatch        |
| 340176 | 2005 YL182             | 30 de desembre de 2005 | Socorro              | LINEAR            |
| 340177 | 2005 YM182             | 30 de desembre de 2005 | Socorro              | LINEAR            |
| 340178 | 2005 YS182             | 27 de desembre de 2005 | Kitt Peak            | Spacewatch        |
| 340179 | 2005 YN188             | 28 de desembre de 2005 | Mount Lemmon         | Mt. Lemmon Survey |
| 340180 | 2005 YQ188             | 28 de desembre de 2005 | Mount Lemmon         | Mt. Lemmon Survey |
| 340181 | 2005 YY188             | 28 de desembre de 2005 | Mount Lemmon         | Mt. Lemmon Survey |
| 340182 | 2005 YO192             | 30 de desembre de 2005 | Kitt Peak            | Spacewatch        |
| 340183 | 2005 YX192             | 30 de desembre de 2005 | Kitt Peak            | Spacewatch        |
| 340184 | 2005 YN196             | 24 de desembre de 2005 | Kitt Peak            | Spacewatch        |
| 340185 | 2005 YT203             | 25 de desembre de 2005 | Mount Lemmon         | Mt. Lemmon Survey |
| 340186 | 2005 YX206             | 27 de desembre de 2005 | Kitt Peak            | Spacewatch        |
| 340187 | 2005 YE219             | 31 de desembre de 2005 | Kitt Peak            | Spacewatch        |
| 340188 | 2005 YJ230             | 26 de desembre de 2005 | Kitt Peak            | Spacewatch        |
| 340189 | 2005 YP230             | 26 de desembre de 2005 | Kitt Peak            | Spacewatch        |
| 340190 | 2005 YT240             | 29 de desembre de 2005 | Kitt Peak            | Spacewatch        |
| 340191 | 2005 YS266             | 25 de desembre de 2005 | Kitt Peak            | Spacewatch        |
| 340192 | 2005 YP267             | 25 de desembre de 2005 | Mount Lemmon         | Mt. Lemmon Survey |
| 340193 | 2005 YB268             | 25 de desembre de 2005 | Mount Lemmon         | Mt. Lemmon Survey |
| 340194 | 2005 YE271             | 28 de desembre de 2005 | Kitt Peak            | Spacewatch        |
| 340195 | 2005 YA275             | 25 de desembre de 2005 | Catalina             | CSS               |
| 340196 | 2005 YX275             | 10 de març de 2003     | Kitt Peak            | Spacewatch        |
| 340197 | 2005 YL290             | 25 de desembre de 2005 | Mount Lemmon         | Mt. Lemmon Survey |
| 340198 | 2005 YV291             | 30 de desembre de 2005 | Kitt Peak            | Spacewatch        |
| 340199 | 2006 AQ5               | 2 de gener de 2006     | Catalina             | CSS               |
| 340200 | 2006 AL9               | 4 de gener de 2006     | Kitt Peak            | Spacewatch        |

## 340201-340300
| Nom    | Designació provisional | Data de descobriment   | Lloc de descobriment | Descobridor/s     |
| ------ | ---------------------- | ---------------------- | -------------------- | ----------------- |
| 340201 | 2006 AB15              | 5 de gener de 2006     | Mount Lemmon         | Mt. Lemmon Survey |
| 340202 | 2006 AZ15              | 4 de gener de 2006     | Mount Lemmon         | Mt. Lemmon Survey |
| 340203 | 2006 AR19              | 5 de gener de 2006     | Kitt Peak            | Spacewatch        |
| 340204 | 2006 AD33              | 6 de gener de 2006     | Socorro              | LINEAR            |
| 340205 | 2006 AE33              | 6 de gener de 2006     | Socorro              | LINEAR            |
| 340206 | 2006 AF33              | 6 de gener de 2006     | Socorro              | LINEAR            |
| 340207 | 2006 AA34              | 6 de gener de 2006     | Socorro              | LINEAR            |
| 340208 | 2006 AA40              | 7 de gener de 2006     | Mount Lemmon         | Mt. Lemmon Survey |
| 340209 | 2006 AY52              | 5 de gener de 2006     | Kitt Peak            | Spacewatch        |
| 340210 | 2006 AU54              | 5 de gener de 2006     | Kitt Peak            | Spacewatch        |
| 340211 | 2006 AR61              | 5 de gener de 2006     | Kitt Peak            | Spacewatch        |
| 340212 | 2006 AW69              | 6 de gener de 2006     | Kitt Peak            | Spacewatch        |
| 340213 | 2006 AK72              | 6 de gener de 2006     | Mount Lemmon         | Mt. Lemmon Survey |
| 340214 | 2006 AV74              | 5 de gener de 2006     | Catalina             | CSS               |
| 340215 | 2006 AO84              | 6 de gener de 2006     | Socorro              | LINEAR            |
| 340216 | 2006 AA93              | 29 de desembre de 2005 | Kitt Peak            | Spacewatch        |
| 340217 | 2006 AJ96              | 6 de gener de 2006     | Catalina             | CSS               |
| 340218 | 2006 AP98              | 7 de gener de 2006     | Catalina             | CSS               |
| 340219 | 2006 AQ105             | 7 de gener de 2006     | Mount Lemmon         | Mt. Lemmon Survey |
| 340220 | 2006 BP                | 20 de gener de 2006    | Catalina             | CSS               |
| 340221 | 2006 BV11              | 21 de gener de 2006    | Kitt Peak            | Spacewatch        |
| 340222 | 2006 BM24              | 23 de gener de 2006    | Mount Lemmon         | Mt. Lemmon Survey |
| 340223 | 2006 BS32              | 21 de gener de 2006    | Kitt Peak            | Spacewatch        |
| 340224 | 2006 BY50              | 25 de gener de 2006    | Mount Lemmon         | Mt. Lemmon Survey |
| 340225 | 2006 BR54              | 25 de gener de 2006    | Kitt Peak            | Spacewatch        |
| 340226 | 2006 BV60              | 18 de gener de 2006    | Catalina             | CSS               |
| 340227 | 2006 BZ62              | 20 de gener de 2006    | Kitt Peak            | Spacewatch        |
| 340228 | 2006 BZ65              | 23 de gener de 2006    | Kitt Peak            | Spacewatch        |
| 340229 | 2006 BS68              | 23 de gener de 2006    | Kitt Peak            | Spacewatch        |
| 340230 | 2006 BN72              | 23 de gener de 2006    | Kitt Peak            | Spacewatch        |
| 340231 | 2006 BH74              | 23 de gener de 2006    | Kitt Peak            | Spacewatch        |
| 340232 | 2006 BP77              | 23 de gener de 2006    | Catalina             | CSS               |
| 340233 | 2006 BM80              | 23 de gener de 2006    | Kitt Peak            | Spacewatch        |
| 340234 | 2006 BH81              | 23 de gener de 2006    | Kitt Peak            | Spacewatch        |
| 340235 | 2006 BL81              | 23 de gener de 2006    | Kitt Peak            | Spacewatch        |
| 340236 | 2006 BE85              | 25 de gener de 2006    | Kitt Peak            | Spacewatch        |
| 340237 | 2006 BU85              | 25 de gener de 2006    | Catalina             | CSS               |
| 340238 | 2006 BL88              | 25 de gener de 2006    | Kitt Peak            | Spacewatch        |
| 340239 | 2006 BA91              | 26 de gener de 2006    | Kitt Peak            | Spacewatch        |
| 340240 | 2006 BJ93              | 26 de gener de 2006    | Kitt Peak            | Spacewatch        |
| 340241 | 2006 BK93              | 26 de gener de 2006    | Kitt Peak            | Spacewatch        |
| 340242 | 2006 BB100             | 22 de gener de 2006    | Catalina             | CSS               |
| 340243 | 2006 BZ109             | 25 de gener de 2006    | Kitt Peak            | Spacewatch        |
| 340244 | 2006 BR115             | 26 de gener de 2006    | Kitt Peak            | Spacewatch        |
| 340245 | 2006 BW115             | 26 de gener de 2006    | Kitt Peak            | Spacewatch        |
| 340246 | 2006 BU117             | 26 de gener de 2006    | Mount Lemmon         | Mt. Lemmon Survey |
| 340247 | 2006 BP118             | 26 de gener de 2006    | Kitt Peak            | Spacewatch        |
| 340248 | 2006 BB121             | 26 de gener de 2006    | Kitt Peak            | Spacewatch        |
| 340249 | 2006 BG123             | 26 de gener de 2006    | Kitt Peak            | Spacewatch        |
| 340250 | 2006 BK124             | 26 de gener de 2006    | Kitt Peak            | Spacewatch        |
| 340251 | 2006 BB128             | 26 de gener de 2006    | Kitt Peak            | Spacewatch        |
| 340252 | 2006 BB130             | 26 de gener de 2006    | Kitt Peak            | Spacewatch        |
| 340253 | 2006 BJ131             | 26 de gener de 2006    | Mount Lemmon         | Mt. Lemmon Survey |
| 340254 | 2006 BL133             | 26 de gener de 2006    | Kitt Peak            | Spacewatch        |
| 340255 | 2006 BK136             | 28 de gener de 2006    | Mount Lemmon         | Mt. Lemmon Survey |
| 340256 | 2006 BW139             | 30 de gener de 2006    | Cordell-Lorenz       | Cordell-Lorenz    |
| 340257 | 2006 BU142             | 26 de gener de 2006    | Mount Lemmon         | Mt. Lemmon Survey |
| 340258 | 2006 BF148             | 22 de gener de 2006    | Catalina             | CSS               |
| 340259 | 2006 BG151             | 25 de gener de 2006    | Kitt Peak            | Spacewatch        |
| 340260 | 2006 BY153             | 25 de gener de 2006    | Anderson Mesa        | LONEOS            |
| 340261 | 2006 BY155             | 25 de gener de 2006    | Kitt Peak            | Spacewatch        |
| 340262 | 2006 BH156             | 25 de gener de 2006    | Kitt Peak            | Spacewatch        |
| 340263 | 2006 BX157             | 25 de gener de 2006    | Kitt Peak            | Spacewatch        |
| 340264 | 2006 BU158             | 26 de gener de 2006    | Kitt Peak            | Spacewatch        |
| 340265 | 2006 BO161             | 26 de gener de 2006    | Anderson Mesa        | LONEOS            |
| 340266 | 2006 BM163             | 26 de gener de 2006    | Mount Lemmon         | Mt. Lemmon Survey |
| 340267 | 2006 BW172             | 27 de gener de 2006    | Kitt Peak            | Spacewatch        |
| 340268 | 2006 BY178             | 27 de gener de 2006    | Anderson Mesa        | LONEOS            |
| 340269 | 2006 BW181             | 27 de gener de 2006    | Mount Lemmon         | Mt. Lemmon Survey |
| 340270 | 2006 BL183             | 27 de gener de 2006    | Anderson Mesa        | LONEOS            |
| 340271 | 2006 BY184             | 28 de gener de 2006    | Mount Lemmon         | Mt. Lemmon Survey |
| 340272 | 2006 BO190             | 28 de gener de 2006    | Kitt Peak            | Spacewatch        |
| 340273 | 2006 BP193             | 30 de gener de 2006    | Kitt Peak            | Spacewatch        |
| 340274 | 2006 BU195             | 30 de gener de 2006    | Kitt Peak            | Spacewatch        |
| 340275 | 2006 BY212             | 31 de gener de 2006    | Kitt Peak            | Spacewatch        |
| 340276 | 2006 BD217             | 27 de gener de 2006    | Anderson Mesa        | LONEOS            |
| 340277 | 2006 BC223             | 30 de gener de 2006    | Kitt Peak            | Spacewatch        |
| 340278 | 2006 BK223             | 30 de gener de 2006    | Kitt Peak            | Spacewatch        |
| 340279 | 2006 BY228             | 31 de gener de 2006    | Kitt Peak            | Spacewatch        |
| 340280 | 2006 BA229             | 31 de gener de 2006    | Kitt Peak            | Spacewatch        |
| 340281 | 2006 BL233             | 31 de gener de 2006    | Kitt Peak            | Spacewatch        |
| 340282 | 2006 BD261             | 31 de gener de 2006    | Kitt Peak            | Spacewatch        |
| 340283 | 2006 BG265             | 31 de gener de 2006    | Kitt Peak            | Spacewatch        |
| 340284 | 2006 BE269             | 27 de gener de 2006    | Catalina             | CSS               |
| 340285 | 2006 BZ270             | 26 de gener de 2006    | Catalina             | CSS               |
| 340286 | 2006 BX273             | 23 de gener de 2006    | Kitt Peak            | Spacewatch        |
| 340287 | 2006 BY277             | 23 de gener de 2006    | Kitt Peak            | Spacewatch        |
| 340288 | 2006 BD279             | 31 de gener de 2006    | Kitt Peak            | Spacewatch        |
| 340289 | 2006 BB280             | 23 de gener de 2006    | Kitt Peak            | Spacewatch        |
| 340290 | 2006 BH282             | 23 de gener de 2006    | Kitt Peak            | Spacewatch        |
| 340291 | 2006 CV                | 3 de febrer de 2006    | Catalina             | CSS               |
| 340292 | 2006 CD3               | 1 de febrer de 2006    | Mount Lemmon         | Mt. Lemmon Survey |
| 340293 | 2006 CX3               | 1 de febrer de 2006    | Mount Lemmon         | Mt. Lemmon Survey |
| 340294 | 2006 CO5               | 1 de febrer de 2006    | Mount Lemmon         | Mt. Lemmon Survey |
| 340295 | 2006 CX7               | 1 de febrer de 2006    | Mount Lemmon         | Mt. Lemmon Survey |
| 340296 | 2006 CE9               | 2 de febrer de 2006    | Mount Lemmon         | Mt. Lemmon Survey |
| 340297 | 2006 CU11              | 1 de febrer de 2006    | Kitt Peak            | Spacewatch        |
| 340298 | 2006 CB29              | 2 de febrer de 2006    | Kitt Peak            | Spacewatch        |
| 340299 | 2006 CS40              | 2 de febrer de 2006    | Mount Lemmon         | Mt. Lemmon Survey |
| 340300 | 2006 CT40              | 2 de febrer de 2006    | Mount Lemmon         | Mt. Lemmon Survey |

## 340301-340400
| Nom    | Designació provisional | Data de descobriment | Lloc de descobriment | Descobridor/s            |
| ------ | ---------------------- | -------------------- | -------------------- | ------------------------ |
| 340301 | 2006 CP45              | 3 de febrer de 2006  | Kitt Peak            | Spacewatch               |
| 340302 | 2006 CM47              | 3 de febrer de 2006  | Kitt Peak            | Spacewatch               |
| 340303 | 2006 CO50              | 3 de febrer de 2006  | Mount Lemmon         | Mt. Lemmon Survey        |
| 340304 | 2006 CL52              | 8 de juliol de 2003  | Palomar              | NEAT                     |
| 340305 | 2006 CF60              | 1 de febrer de 2006  | Catalina             | CSS                      |
| 340306 | 2006 CD69              | 4 de febrer de 2006  | Kitt Peak            | Spacewatch               |
| 340307 | 2006 DJ                | 17 de febrer de 2006 | Pla D'Arguines       | R. Ferrando, M. Ferrando |
| 340308 | 2006 DH1               | 21 de febrer de 2006 | Catalina             | CSS                      |
| 340309 | 2006 DD2               | 20 de febrer de 2006 | Kitt Peak            | Spacewatch               |
| 340310 | 2006 DR2               | 20 de febrer de 2006 | Kitt Peak            | Spacewatch               |
| 340311 | 2006 DY4               | 5 de maig de 2002    | Palomar              | NEAT                     |
| 340312 | 2006 DK6               | 20 de febrer de 2006 | Catalina             | CSS                      |
| 340313 | 2006 DV7               | 20 de febrer de 2006 | Kitt Peak            | Spacewatch               |
| 340314 | 2006 DA8               | 20 de febrer de 2006 | Kitt Peak            | Spacewatch               |
| 340315 | 2006 DW11              | 20 de febrer de 2006 | Kitt Peak            | Spacewatch               |
| 340316 | 2006 DY16              | 20 de febrer de 2006 | Kitt Peak            | Spacewatch               |
| 340317 | 2006 DK17              | 20 de febrer de 2006 | Kitt Peak            | Spacewatch               |
| 340318 | 2006 DR19              | 20 de febrer de 2006 | Kitt Peak            | Spacewatch               |
| 340319 | 2006 DT19              | 20 de febrer de 2006 | Kitt Peak            | Spacewatch               |
| 340320 | 2006 DC23              | 20 de febrer de 2006 | Kitt Peak            | Spacewatch               |
| 340321 | 2006 DW26              | 20 de febrer de 2006 | Kitt Peak            | Spacewatch               |
| 340322 | 2006 DM28              | 20 de febrer de 2006 | Kitt Peak            | Spacewatch               |
| 340323 | 2006 DO31              | 20 de febrer de 2006 | Mount Lemmon         | Mt. Lemmon Survey        |
| 340324 | 2006 DV32              | 20 de febrer de 2006 | Mount Lemmon         | Mt. Lemmon Survey        |
| 340325 | 2006 DB34              | 20 de febrer de 2006 | Kitt Peak            | Spacewatch               |
| 340326 | 2006 DN35              | 20 de febrer de 2006 | Mount Lemmon         | Mt. Lemmon Survey        |
| 340327 | 2006 DN36              | 20 de febrer de 2006 | Mount Lemmon         | Mt. Lemmon Survey        |
| 340328 | 2006 DX36              | 20 de febrer de 2006 | Kitt Peak            | Spacewatch               |
| 340329 | 2006 DP37              | 20 de febrer de 2006 | Mount Lemmon         | Mt. Lemmon Survey        |
| 340330 | 2006 DU37              | 20 de febrer de 2006 | Mount Lemmon         | Mt. Lemmon Survey        |
| 340331 | 2006 DP38              | 21 de febrer de 2006 | Mount Lemmon         | Mt. Lemmon Survey        |
| 340332 | 2006 DT39              | 22 de febrer de 2006 | Catalina             | CSS                      |
| 340333 | 2006 DN40              | 22 de febrer de 2006 | Anderson Mesa        | LONEOS                   |
| 340334 | 2006 DK43              | 20 de febrer de 2006 | Kitt Peak            | Spacewatch               |
| 340335 | 2006 DZ44              | 20 de febrer de 2006 | Kitt Peak            | Spacewatch               |
| 340336 | 2006 DO46              | 20 de febrer de 2006 | Catalina             | CSS                      |
| 340337 | 2006 DR47              | 21 de febrer de 2006 | Mount Lemmon         | Mt. Lemmon Survey        |
| 340338 | 2006 DQ52              | 24 de febrer de 2006 | Kitt Peak            | Spacewatch               |
| 340339 | 2006 DR52              | 24 de febrer de 2006 | Kitt Peak            | Spacewatch               |
| 340340 | 2006 DG54              | 24 de febrer de 2006 | Kitt Peak            | Spacewatch               |
| 340341 | 2006 DP55              | 24 de febrer de 2006 | Palomar              | NEAT                     |
| 340342 | 2006 DD56              | 24 de febrer de 2006 | Mount Lemmon         | Mt. Lemmon Survey        |
| 340343 | 2006 DV57              | 24 de febrer de 2006 | Mount Lemmon         | Mt. Lemmon Survey        |
| 340344 | 2006 DQ58              | 24 de febrer de 2006 | Mount Lemmon         | Mt. Lemmon Survey        |
| 340345 | 2006 DY58              | 24 de febrer de 2006 | Kitt Peak            | Spacewatch               |
| 340346 | 2006 DL63              | 25 de febrer de 2006 | Goodricke-Pigott     | R. A. Tucker             |
| 340347 | 2006 DJ67              | 22 de febrer de 2006 | Catalina             | CSS                      |
| 340348 | 2006 DS70              | 21 de febrer de 2006 | Mount Lemmon         | Mt. Lemmon Survey        |
| 340349 | 2006 DT73              | 23 de febrer de 2006 | Kitt Peak            | Spacewatch               |
| 340350 | 2006 DX75              | 24 de febrer de 2006 | Kitt Peak            | Spacewatch               |
| 340351 | 2006 DH80              | 24 de febrer de 2006 | Kitt Peak            | Spacewatch               |
| 340352 | 2006 DY84              | 24 de febrer de 2006 | Kitt Peak            | Spacewatch               |
| 340353 | 2006 DP89              | 24 de febrer de 2006 | Kitt Peak            | Spacewatch               |
| 340354 | 2006 DV90              | 24 de febrer de 2006 | Kitt Peak            | Spacewatch               |
| 340355 | 2006 DM91              | 24 de febrer de 2006 | Kitt Peak            | Spacewatch               |
| 340356 | 2006 DO94              | 24 de febrer de 2006 | Kitt Peak            | Spacewatch               |
| 340357 | 2006 DP94              | 24 de febrer de 2006 | Kitt Peak            | Spacewatch               |
| 340358 | 2006 DZ94              | 24 de febrer de 2006 | Kitt Peak            | Spacewatch               |
| 340359 | 2006 DG95              | 24 de febrer de 2006 | Kitt Peak            | Spacewatch               |
| 340360 | 2006 DF98              | 25 de febrer de 2006 | Kitt Peak            | Spacewatch               |
| 340361 | 2006 DX106             | 25 de febrer de 2006 | Kitt Peak            | Spacewatch               |
| 340362 | 2006 DE109             | 25 de febrer de 2006 | Kitt Peak            | Spacewatch               |
| 340363 | 2006 DF116             | 27 de febrer de 2006 | Kitt Peak            | Spacewatch               |
| 340364 | 2006 DS124             | 24 de febrer de 2006 | Mount Lemmon         | Mt. Lemmon Survey        |
| 340365 | 2006 DY124             | 24 de febrer de 2006 | Palomar              | NEAT                     |
| 340366 | 2006 DC126             | 21 de març de 2002   | Kitt Peak            | Spacewatch               |
| 340367 | 2006 DF129             | 25 de febrer de 2006 | Kitt Peak            | Spacewatch               |
| 340368 | 2006 DC135             | 25 de febrer de 2006 | Mount Lemmon         | Mt. Lemmon Survey        |
| 340369 | 2006 DV140             | 25 de febrer de 2006 | Kitt Peak            | Spacewatch               |
| 340370 | 2006 DN143             | 25 de febrer de 2006 | Mount Lemmon         | Mt. Lemmon Survey        |
| 340371 | 2006 DT152             | 25 de febrer de 2006 | Kitt Peak            | Spacewatch               |
| 340372 | 2006 DQ161             | 27 de febrer de 2006 | Kitt Peak            | Spacewatch               |
| 340373 | 2006 DR168             | 27 de febrer de 2006 | Kitt Peak            | Spacewatch               |
| 340374 | 2006 DZ181             | 27 de febrer de 2006 | Kitt Peak            | Spacewatch               |
| 340375 | 2006 DL185             | 27 de febrer de 2006 | Kitt Peak            | Spacewatch               |
| 340376 | 2006 DV187             | 27 de febrer de 2006 | Kitt Peak            | Spacewatch               |
| 340377 | 2006 DE189             | 27 de febrer de 2006 | Kitt Peak            | Spacewatch               |
| 340378 | 2006 DT189             | 27 de febrer de 2006 | Kitt Peak            | Spacewatch               |
| 340379 | 2006 DR190             | 27 de febrer de 2006 | Kitt Peak            | Spacewatch               |
| 340380 | 2006 DW192             | 27 de febrer de 2006 | Kitt Peak            | Spacewatch               |
| 340381 | 2006 DU197             | 24 de febrer de 2006 | Palomar              | NEAT                     |
| 340382 | 2006 DV197             | 24 de febrer de 2006 | Palomar              | NEAT                     |
| 340383 | 2006 DX203             | 24 de febrer de 2006 | Palomar              | NEAT                     |
| 340384 | 2006 DL207             | 25 de febrer de 2006 | Kitt Peak            | Spacewatch               |
| 340385 | 2006 DB209             | 27 de febrer de 2006 | Mount Lemmon         | Mt. Lemmon Survey        |
| 340386 | 2006 EU1               | 3 de març de 2006    | Nyukasa              | Nyukasa                  |
| 340387 | 2006 ES4               | 2 de març de 2006    | Kitt Peak            | Spacewatch               |
| 340388 | 2006 EK13              | 2 de març de 2006    | Kitt Peak            | Spacewatch               |
| 340389 | 2006 EQ14              | 2 de març de 2006    | Kitt Peak            | Spacewatch               |
| 340390 | 2006 EF15              | 2 de març de 2006    | Kitt Peak            | Spacewatch               |
| 340391 | 2006 ER15              | 2 de març de 2006    | Kitt Peak            | Spacewatch               |
| 340392 | 2006 EC17              | 2 de març de 2006    | Mount Lemmon         | Mt. Lemmon Survey        |
| 340393 | 2006 EF17              | 2 de març de 2006    | Kitt Peak            | Spacewatch               |
| 340394 | 2006 EH27              | 3 de març de 2006    | Mount Lemmon         | Mt. Lemmon Survey        |
| 340395 | 2006 EJ27              | 3 de març de 2006    | Kitt Peak            | Spacewatch               |
| 340396 | 2006 EU29              | 3 de març de 2006    | Kitt Peak            | Spacewatch               |
| 340397 | 2006 EK32              | 3 de març de 2006    | Mount Lemmon         | Mt. Lemmon Survey        |
| 340398 | 2006 EJ33              | 3 de març de 2006    | Mount Lemmon         | Mt. Lemmon Survey        |
| 340399 | 2006 EX34              | 3 de març de 2006    | Kitt Peak            | Spacewatch               |
| 340400 | 2006 EM35              | 3 de març de 2006    | Kitt Peak            | Spacewatch               |

## 340401-340500
| Nom    | Designació provisional | Data de descobriment | Lloc de descobriment | Descobridor/s        |
| ------ | ---------------------- | -------------------- | -------------------- | -------------------- |
| 340401 | 2006 EU35              | 3 de març de 2006    | Mount Lemmon         | Mt. Lemmon Survey    |
| 340402 | 2006 EV48              | 4 de març de 2006    | Kitt Peak            | Spacewatch           |
| 340403 | 2006 EQ54              | 5 de març de 2006    | Kitt Peak            | Spacewatch           |
| 340404 | 2006 EL62              | 5 de març de 2006    | Kitt Peak            | Spacewatch           |
| 340405 | 2006 EM63              | 5 de març de 2006    | Kitt Peak            | Spacewatch           |
| 340406 | 2006 ED65              | 5 de març de 2006    | Kitt Peak            | Spacewatch           |
| 340407 | 2006 EZ65              | 5 de març de 2006    | Kitt Peak            | Spacewatch           |
| 340408 | 2006 EJ66              | 5 de març de 2006    | Kitt Peak            | Spacewatch           |
| 340409 | 2006 ES72              | 6 de març de 2006    | Kitt Peak            | Spacewatch           |
| 340410 | 2006 EV72              | 2 de març de 2006    | Mount Lemmon         | Mt. Lemmon Survey    |
| 340411 | 2006 FC1               | 21 de març de 2006   | Mount Lemmon         | Mt. Lemmon Survey    |
| 340412 | 2006 FY8               | 23 de març de 2006   | Kitt Peak            | Spacewatch           |
| 340413 | 2006 FS9               | 23 de març de 2006   | Calvin-Rehoboth      | Calvin College       |
| 340414 | 2006 FC10              | 26 de març de 2006   | Reedy Creek          | J. Broughton         |
| 340415 | 2006 FD10              | 26 de març de 2006   | Reedy Creek          | J. Broughton         |
| 340416 | 2006 FZ12              | 23 de març de 2006   | Kitt Peak            | Spacewatch           |
| 340417 | 2006 FE13              | 23 de març de 2006   | Kitt Peak            | Spacewatch           |
| 340418 | 2006 FA14              | 23 de març de 2006   | Kitt Peak            | Spacewatch           |
| 340419 | 2006 FM16              | 23 de març de 2006   | Mount Lemmon         | Mt. Lemmon Survey    |
| 340420 | 2006 FO17              | 23 de març de 2006   | Kitt Peak            | Spacewatch           |
| 340421 | 2006 FY18              | 23 de març de 2006   | Mount Lemmon         | Mt. Lemmon Survey    |
| 340422 | 2006 FD20              | 23 de març de 2006   | Mount Lemmon         | Mt. Lemmon Survey    |
| 340423 | 2006 FQ23              | 24 de març de 2006   | Kitt Peak            | Spacewatch           |
| 340424 | 2006 FO24              | 24 de març de 2006   | Kitt Peak            | Spacewatch           |
| 340425 | 2006 FA27              | 24 de març de 2006   | Mount Lemmon         | Mt. Lemmon Survey    |
| 340426 | 2006 FX29              | 24 de març de 2006   | Mount Lemmon         | Mt. Lemmon Survey    |
| 340427 | 2006 FZ29              | 24 de març de 2006   | Mount Lemmon         | Mt. Lemmon Survey    |
| 340428 | 2006 FU31              | 25 de març de 2006   | Kitt Peak            | Spacewatch           |
| 340429 | 2006 FB32              | 25 de març de 2006   | Kitt Peak            | Spacewatch           |
| 340430 | 2006 FD32              | 25 de març de 2006   | Kitt Peak            | Spacewatch           |
| 340431 | 2006 FM35              | 24 de març de 2006   | Socorro              | LINEAR               |
| 340432 | 2006 FP38              | 23 de març de 2006   | Kitt Peak            | Spacewatch           |
| 340433 | 2006 FC46              | 25 de març de 2006   | Palomar              | NEAT                 |
| 340434 | 2006 FH46              | 26 de març de 2006   | Anderson Mesa        | LONEOS               |
| 340435 | 2006 FB50              | 31 de març de 2006   | Anderson Mesa        | LONEOS               |
| 340436 | 2006 FG54              | 25 de març de 2006   | Kitt Peak            | Spacewatch           |
| 340437 | 2006 FH54              | 23 de març de 2006   | Kitt Peak            | Spacewatch           |
| 340438 | 2006 GA2               | 3 d'abril de 2006    | Great Shefford       | P. Birtwhistle       |
| 340439 | 2006 GA16              | 2 d'abril de 2006    | Kitt Peak            | Spacewatch           |
| 340440 | 2006 GY18              | 2 d'abril de 2006    | Kitt Peak            | Spacewatch           |
| 340441 | 2006 GU21              | 2 d'abril de 2006    | Kitt Peak            | Spacewatch           |
| 340442 | 2006 GK23              | 2 d'abril de 2006    | Kitt Peak            | Spacewatch           |
| 340443 | 2006 GU23              | 2 d'abril de 2006    | Kitt Peak            | Spacewatch           |
| 340444 | 2006 GA25              | 2 d'abril de 2006    | Kitt Peak            | Spacewatch           |
| 340445 | 2006 GS26              | 2 d'abril de 2006    | Kitt Peak            | Spacewatch           |
| 340446 | 2006 GR32              | 7 d'abril de 2006    | Kitt Peak            | Spacewatch           |
| 340447 | 2006 GX34              | 7 d'abril de 2006    | Kitt Peak            | Spacewatch           |
| 340448 | 2006 GA36              | 7 d'abril de 2006    | Mount Lemmon         | Mt. Lemmon Survey    |
| 340449 | 2006 GE39              | 9 d'abril de 2006    | Socorro              | LINEAR               |
| 340450 | 2006 GX39              | 3 d'abril de 2006    | Catalina             | CSS                  |
| 340451 | 2006 GQ40              | 6 d'abril de 2006    | Catalina             | CSS                  |
| 340452 | 2006 GS42              | 7 d'abril de 2006    | Siding Spring        | Siding Spring Survey |
| 340453 | 2006 GB44              | 2 d'abril de 2006    | Kitt Peak            | Spacewatch           |
| 340454 | 2006 GN47              | 9 d'abril de 2006    | Kitt Peak            | Spacewatch           |
| 340455 | 2006 GZ47              | 9 d'abril de 2006    | Kitt Peak            | Spacewatch           |
| 340456 | 2006 GK52              | 2 d'abril de 2006    | Catalina             | CSS                  |
| 340457 | 2006 HY1               | 18 d'abril de 2006   | Palomar              | NEAT                 |
| 340458 | 2006 HF7               | 19 d'abril de 2006   | Anderson Mesa        | LONEOS               |
| 340459 | 2006 HA9               | 7 d'abril de 2006    | Mount Lemmon         | Mt. Lemmon Survey    |
| 340460 | 2006 HD9               | 19 d'abril de 2006   | Kitt Peak            | Spacewatch           |
| 340461 | 2006 HJ15              | 19 d'abril de 2006   | Palomar              | NEAT                 |
| 340462 | 2006 HW16              | 19 d'abril de 2006   | Mount Lemmon         | Mt. Lemmon Survey    |
| 340463 | 2006 HH19              | 18 d'abril de 2006   | Kitt Peak            | Spacewatch           |
| 340464 | 2006 HZ23              | 20 d'abril de 2006   | Kitt Peak            | Spacewatch           |
| 340465 | 2006 HN26              | 20 d'abril de 2006   | Kitt Peak            | Spacewatch           |
| 340466 | 2006 HB27              | 20 d'abril de 2006   | Kitt Peak            | Spacewatch           |
| 340467 | 2006 HO29              | 23 d'abril de 2006   | Socorro              | LINEAR               |
| 340468 | 2006 HU29              | 18 d'abril de 2006   | Catalina             | CSS                  |
| 340469 | 2006 HY33              | 19 d'abril de 2006   | Mount Lemmon         | Mt. Lemmon Survey    |
| 340470 | 2006 HW34              | 19 d'abril de 2006   | Mount Lemmon         | Mt. Lemmon Survey    |
| 340471 | 2006 HK36              | 20 d'abril de 2006   | Catalina             | CSS                  |
| 340472 | 2006 HP43              | 24 d'abril de 2006   | Mount Lemmon         | Mt. Lemmon Survey    |
| 340473 | 2006 HB46              | 25 d'abril de 2006   | Kitt Peak            | Spacewatch           |
| 340474 | 2006 HB47              | 20 d'abril de 2006   | Kitt Peak            | Spacewatch           |
| 340475 | 2006 HY47              | 24 d'abril de 2006   | Kitt Peak            | Spacewatch           |
| 340476 | 2006 HZ47              | 24 d'abril de 2006   | Kitt Peak            | Spacewatch           |
| 340477 | 2006 HV53              | 19 d'abril de 2006   | Catalina             | CSS                  |
| 340478 | 2006 HC57              | 23 d'abril de 2006   | Socorro              | LINEAR               |
| 340479 | 2006 HO57              | 28 d'abril de 2006   | Saint-Sulpice        | B. Christophe        |
| 340480 | 2006 HA67              | 24 d'abril de 2006   | Kitt Peak            | Spacewatch           |
| 340481 | 2006 HO67              | 24 d'abril de 2006   | Mount Lemmon         | Mt. Lemmon Survey    |
| 340482 | 2006 HP67              | 24 d'abril de 2006   | Mount Lemmon         | Mt. Lemmon Survey    |
| 340483 | 2006 HW73              | 25 d'abril de 2006   | Kitt Peak            | Spacewatch           |
| 340484 | 2006 HG77              | 25 d'abril de 2006   | Kitt Peak            | Spacewatch           |
| 340485 | 2006 HN78              | 26 d'abril de 2006   | Mount Lemmon         | Mt. Lemmon Survey    |
| 340486 | 2006 HM79              | 26 d'abril de 2006   | Kitt Peak            | Spacewatch           |
| 340487 | 2006 HV81              | 26 d'abril de 2006   | Kitt Peak            | Spacewatch           |
| 340488 | 2006 HQ84              | 26 d'abril de 2006   | Kitt Peak            | Spacewatch           |
| 340489 | 2006 HV85              | 27 d'abril de 2006   | Kitt Peak            | Spacewatch           |
| 340490 | 2006 HD87              | 30 d'abril de 2006   | Kitt Peak            | Spacewatch           |
| 340491 | 2006 HC91              | 29 d'abril de 2006   | Kitt Peak            | Spacewatch           |
| 340492 | 2006 HP96              | 30 d'abril de 2006   | Kitt Peak            | Spacewatch           |
| 340493 | 2006 HU96              | 30 d'abril de 2006   | Kitt Peak            | Spacewatch           |
| 340494 | 2006 HE97              | 30 d'abril de 2006   | Kitt Peak            | Spacewatch           |
| 340495 | 2006 HS99              | 30 d'abril de 2006   | Kitt Peak            | Spacewatch           |
| 340496 | 2006 HG101             | 30 d'abril de 2006   | Kitt Peak            | Spacewatch           |
| 340497 | 2006 HT106             | 30 d'abril de 2006   | Kitt Peak            | Spacewatch           |
| 340498 | 2006 HG116             | 26 d'abril de 2006   | Kitt Peak            | Spacewatch           |
| 340499 | 2006 HH116             | 26 d'abril de 2006   | Kitt Peak            | Spacewatch           |
| 340500 | 2006 HB117             | 26 d'abril de 2006   | Kitt Peak            | Spacewatch           |

## 340501-340600
| Nom    | Designació provisional | Data de descobriment | Lloc de descobriment | Descobridor/s        |
| ------ | ---------------------- | -------------------- | -------------------- | -------------------- |
| 340501 | 2006 HT118             | 30 d'abril de 2006   | Kitt Peak            | Spacewatch           |
| 340502 | 2006 HW120             | 30 d'abril de 2006   | Kitt Peak            | Spacewatch           |
| 340503 | 2006 HC151             | 26 d'abril de 2006   | Kitt Peak            | Spacewatch           |
| 340504 | 2006 HZ152             | 26 d'abril de 2006   | Kitt Peak            | Spacewatch           |
| 340505 | 2006 HG153             | 20 d'abril de 2006   | Kitt Peak            | Spacewatch           |
| 340506 | 2006 HL153             | 20 d'abril de 2006   | Kitt Peak            | Spacewatch           |
| 340507 | 2006 JT6               | 1 de maig de 2006    | Kitt Peak            | Spacewatch           |
| 340508 | 2006 JJ7               | 1 de maig de 2006    | Kitt Peak            | Spacewatch           |
| 340509 | 2006 JT8               | 1 de maig de 2006    | Kitt Peak            | Spacewatch           |
| 340510 | 2006 JB12              | 1 de maig de 2006    | Kitt Peak            | Spacewatch           |
| 340511 | 2006 JO13              | 1 de maig de 2006    | Kitt Peak            | Spacewatch           |
| 340512 | 2006 JT13              | 3 de maig de 2006    | Kitt Peak            | Spacewatch           |
| 340513 | 2006 JC15              | 2 de maig de 2006    | Mount Lemmon         | Mt. Lemmon Survey    |
| 340514 | 2006 JG19              | 2 de maig de 2006    | Mount Lemmon         | Mt. Lemmon Survey    |
| 340515 | 2006 JA20              | 2 de maig de 2006    | Kitt Peak            | Spacewatch           |
| 340516 | 2006 JT21              | 2 de maig de 2006    | Kitt Peak            | Spacewatch           |
| 340517 | 2006 JH23              | 3 de maig de 2006    | Mount Lemmon         | Mt. Lemmon Survey    |
| 340518 | 2006 JU25              | 6 de febrer de 2006  | Kitt Peak            | Spacewatch           |
| 340519 | 2006 JC26              | 3 de maig de 2006    | Reedy Creek          | J. Broughton         |
| 340520 | 2006 JY27              | 2 de maig de 2006    | Mount Lemmon         | Mt. Lemmon Survey    |
| 340521 | 2006 JO31              | 3 de maig de 2006    | Kitt Peak            | Spacewatch           |
| 340522 | 2006 JO33              | 4 de maig de 2006    | Kitt Peak            | Spacewatch           |
| 340523 | 2006 JV33              | 4 de maig de 2006    | Mount Lemmon         | Mt. Lemmon Survey    |
| 340524 | 2006 JL34              | 4 de maig de 2006    | Kitt Peak            | Spacewatch           |
| 340525 | 2006 JO35              | 4 de maig de 2006    | Kitt Peak            | Spacewatch           |
| 340526 | 2006 JD37              | 5 de maig de 2006    | Kitt Peak            | Spacewatch           |
| 340527 | 2006 JN37              | 5 de maig de 2006    | Kitt Peak            | Spacewatch           |
| 340528 | 2006 JV37              | 5 de maig de 2006    | Kitt Peak            | Spacewatch           |
| 340529 | 2006 JU38              | 6 de maig de 2006    | Mount Lemmon         | Mt. Lemmon Survey    |
| 340530 | 2006 JR48              | 8 de maig de 2006    | Siding Spring        | Siding Spring Survey |
| 340531 | 2006 JZ49              | 2 de maig de 2006    | Mount Lemmon         | Mt. Lemmon Survey    |
| 340532 | 2006 JS50              | 2 de maig de 2006    | Mount Lemmon         | Mt. Lemmon Survey    |
| 340533 | 2006 JM51              | 2 de maig de 2006    | Kitt Peak            | Spacewatch           |
| 340534 | 2006 JY51              | 3 de maig de 2006    | Kitt Peak            | Spacewatch           |
| 340535 | 2006 JX53              | 7 de maig de 2006    | Mount Lemmon         | Mt. Lemmon Survey    |
| 340536 | 2006 JA54              | 7 de maig de 2006    | Mount Lemmon         | Mt. Lemmon Survey    |
| 340537 | 2006 JX54              | 8 de maig de 2006    | Siding Spring        | Siding Spring Survey |
| 340538 | 2006 JJ73              | 1 de maig de 2006    | Mauna Kea            | P. A. Wiegert        |
| 340539 | 2006 JR81              | 7 de maig de 2006    | Mount Lemmon         | Mt. Lemmon Survey    |
| 340540 | 2006 KL4               | 19 de maig de 2006   | Mount Lemmon         | Mt. Lemmon Survey    |
| 340541 | 2006 KS4               | 19 de maig de 2006   | Mount Lemmon         | Mt. Lemmon Survey    |
| 340542 | 2006 KB8               | 19 de maig de 2006   | Mount Lemmon         | Mt. Lemmon Survey    |
| 340543 | 2006 KJ14              | 20 de maig de 2006   | Catalina             | CSS                  |
| 340544 | 2006 KJ16              | 20 de maig de 2006   | Palomar              | NEAT                 |
| 340545 | 2006 KB18              | 21 de maig de 2006   | Kitt Peak            | Spacewatch           |
| 340546 | 2006 KN22              | 20 de maig de 2006   | Catalina             | CSS                  |
| 340547 | 2006 KM28              | 20 de maig de 2006   | Kitt Peak            | Spacewatch           |
| 340548 | 2006 KW31              | 20 de maig de 2006   | Kitt Peak            | Spacewatch           |
| 340549 | 2006 KU34              | 20 de maig de 2006   | Kitt Peak            | Spacewatch           |
| 340550 | 2006 KL35              | 20 de maig de 2006   | Kitt Peak            | Spacewatch           |
| 340551 | 2006 KU44              | 21 de maig de 2006   | Kitt Peak            | Spacewatch           |
| 340552 | 2006 KL48              | 21 de maig de 2006   | Kitt Peak            | Spacewatch           |
| 340553 | 2006 KP48              | 26 d'abril de 2006   | Kitt Peak            | Spacewatch           |
| 340554 | 2006 KC50              | 6 de maig de 2006    | Mount Lemmon         | Mt. Lemmon Survey    |
| 340555 | 2006 KO54              | 21 de maig de 2006   | Kitt Peak            | Spacewatch           |
| 340556 | 2006 KH63              | 23 de maig de 2006   | Mount Lemmon         | Mt. Lemmon Survey    |
| 340557 | 2006 KH64              | 23 de maig de 2006   | Kitt Peak            | Spacewatch           |
| 340558 | 2006 KA66              | 24 de maig de 2006   | Mount Lemmon         | Mt. Lemmon Survey    |
| 340559 | 2006 KN66              | 24 de maig de 2006   | Mount Lemmon         | Mt. Lemmon Survey    |
| 340560 | 2006 KY76              | 24 de maig de 2006   | Mount Lemmon         | Mt. Lemmon Survey    |
| 340561 | 2006 KR78              | 24 de maig de 2006   | Mount Lemmon         | Mt. Lemmon Survey    |
| 340562 | 2006 KC81              | 25 de maig de 2006   | Mount Lemmon         | Mt. Lemmon Survey    |
| 340563 | 2006 KH92              | 25 de maig de 2006   | Kitt Peak            | Spacewatch           |
| 340564 | 2006 KH95              | 25 de maig de 2006   | Mount Lemmon         | Mt. Lemmon Survey    |
| 340565 | 2006 KS96              | 25 de maig de 2006   | Kitt Peak            | Spacewatch           |
| 340566 | 2006 KB100             | 29 de maig de 2006   | Siding Spring        | Siding Spring Survey |
| 340567 | 2006 KA105             | 28 de maig de 2006   | Kitt Peak            | Spacewatch           |
| 340568 | 2006 KS108             | 31 de maig de 2006   | Mount Lemmon         | Mt. Lemmon Survey    |
| 340569 | 2006 KK115             | 29 de maig de 2006   | Kitt Peak            | Spacewatch           |
| 340570 | 2006 KY115             | 29 de maig de 2006   | Kitt Peak            | Spacewatch           |
| 340571 | 2006 KG123             | 24 de maig de 2006   | Mount Lemmon         | Mt. Lemmon Survey    |
| 340572 | 2006 KM123             | 25 de maig de 2006   | Kitt Peak            | Spacewatch           |
| 340573 | 2006 MF3               | 19 de juny de 2006   | Kitt Peak            | Spacewatch           |
| 340574 | 2006 MG12              | 21 de juny de 2006   | Lulin                | Q.-z. Ye             |
| 340575 | 2006 MO14              | 29 de juny de 2006   | Hibiscus             | S. F. Hoenig         |
| 340576 | 2006 OO3               | 21 de juliol de 2006 | Palomar              | NEAT                 |
| 340577 | 2006 OY5               | 18 de juliol de 2006 | Siding Spring        | Siding Spring Survey |
| 340578 | 2006 OB12              | 21 de juliol de 2006 | Catalina             | CSS                  |
| 340579 | 2006 PY                | 6 d'agost de 2006    | Dax                  | Dax                  |
| 340580 | 2006 PS3               | 12 d'agost de 2006   | Palomar              | NEAT                 |
| 340581 | 2006 PL5               | 12 d'agost de 2006   | Palomar              | NEAT                 |
| 340582 | 2006 PD7               | 12 d'agost de 2006   | Palomar              | NEAT                 |
| 340583 | 2006 PG9               | 13 d'agost de 2006   | Palomar              | NEAT                 |
| 340584 | 2006 PP10              | 13 d'agost de 2006   | Palomar              | NEAT                 |
| 340585 | 2006 PH17              | 15 d'agost de 2006   | Palomar              | NEAT                 |
| 340586 | 2006 PL20              | 14 d'agost de 2006   | Siding Spring        | Siding Spring Survey |
| 340587 | 2006 PW21              | 15 d'agost de 2006   | Palomar              | NEAT                 |
| 340588 | 2006 PJ23              | 12 d'agost de 2006   | Palomar              | NEAT                 |
| 340589 | 2006 PB29              | 10 d'agost de 2006   | Palomar              | NEAT                 |
| 340590 | 2006 PT32              | 15 d'agost de 2006   | Siding Spring        | Siding Spring Survey |
| 340591 | 2006 PZ36              | 12 d'agost de 2006   | Palomar              | NEAT                 |
| 340592 | 2006 PA38              | 13 d'agost de 2006   | Palomar              | NEAT                 |
| 340593 | 2006 PQ39              | 14 d'agost de 2006   | Palomar              | NEAT                 |
| 340594 | 2006 QH1               | 16 d'agost de 2006   | Siding Spring        | Siding Spring Survey |
| 340595 | 2006 QB2               | 17 d'agost de 2006   | Palomar              | NEAT                 |
| 340596 | 2006 QE17              | 17 d'agost de 2006   | Palomar              | NEAT                 |
| 340597 | 2006 QN21              | 19 d'agost de 2006   | Anderson Mesa        | LONEOS               |
| 340598 | 2006 QG22              | 19 d'agost de 2006   | Anderson Mesa        | LONEOS               |
| 340599 | 2006 QF32              | 19 d'agost de 2006   | Palomar              | NEAT                 |
| 340600 | 2006 QW32              | 21 de juliol de 2006 | Catalina             | CSS                  |

## 340601-340700
| Nom    | Designació provisional | Data de descobriment   | Lloc de descobriment | Descobridor/s        |
| ------ | ---------------------- | ---------------------- | -------------------- | -------------------- |
| 340601 | 2006 QQ39              | 20 d'agost de 2006     | Siding Spring        | Siding Spring Survey |
| 340602 | 2006 QX43              | 19 d'agost de 2006     | Kitt Peak            | Spacewatch           |
| 340603 | 2006 QG44              | 19 d'agost de 2006     | Palomar              | NEAT                 |
| 340604 | 2006 QW44              | 19 d'agost de 2006     | Kitt Peak            | Spacewatch           |
| 340605 | 2006 QN48              | 21 d'agost de 2006     | Socorro              | LINEAR               |
| 340606 | 2006 QG52              | 23 d'agost de 2006     | Palomar              | NEAT                 |
| 340607 | 2006 QK54              | 17 d'agost de 2006     | Palomar              | NEAT                 |
| 340608 | 2006 QA55              | 19 d'agost de 2006     | Anderson Mesa        | LONEOS               |
| 340609 | 2006 QC55              | 19 d'agost de 2006     | Anderson Mesa        | LONEOS               |
| 340610 | 2006 QL59              | 19 d'agost de 2006     | Anderson Mesa        | LONEOS               |
| 340611 | 2006 QS61              | 22 d'agost de 2006     | Palomar              | NEAT                 |
| 340612 | 2006 QN63              | 24 d'agost de 2006     | Palomar              | NEAT                 |
| 340613 | 2006 QO65              | 27 d'agost de 2006     | Kitt Peak            | Spacewatch           |
| 340614 | 2006 QN66              | 21 d'agost de 2006     | Socorro              | LINEAR               |
| 340615 | 2006 QO71              | 21 d'agost de 2006     | Kitt Peak            | Spacewatch           |
| 340616 | 2006 QL88              | 27 d'agost de 2006     | Kitt Peak            | Spacewatch           |
| 340617 | 2006 QH93              | 16 d'agost de 2006     | Palomar              | NEAT                 |
| 340618 | 2006 QR98              | 22 d'agost de 2006     | Palomar              | NEAT                 |
| 340619 | 2006 QR99              | 24 d'agost de 2006     | Palomar              | NEAT                 |
| 340620 | 2006 QW102             | 27 d'agost de 2006     | Kitt Peak            | Spacewatch           |
| 340621 | 2006 QW106             | 28 d'agost de 2006     | Catalina             | CSS                  |
| 340622 | 2006 QN114             | 27 d'agost de 2006     | Anderson Mesa        | LONEOS               |
| 340623 | 2006 QF115             | 27 d'agost de 2006     | Anderson Mesa        | LONEOS               |
| 340624 | 2006 QT118             | 27 d'agost de 2006     | Anderson Mesa        | LONEOS               |
| 340625 | 2006 QL120             | 29 d'agost de 2006     | Catalina             | CSS                  |
| 340626 | 2006 QT121             | 29 d'agost de 2006     | Catalina             | CSS                  |
| 340627 | 2006 QP122             | 29 d'agost de 2006     | Catalina             | CSS                  |
| 340628 | 2006 QV124             | 16 d'agost de 2006     | Palomar              | NEAT                 |
| 340629 | 2006 QB125             | 16 d'agost de 2006     | Palomar              | NEAT                 |
| 340630 | 2006 QG125             | 16 d'agost de 2006     | Palomar              | NEAT                 |
| 340631 | 2006 QG128             | 17 d'agost de 2006     | Palomar              | NEAT                 |
| 340632 | 2006 QG129             | 17 d'agost de 2006     | Palomar              | NEAT                 |
| 340633 | 2006 QL134             | 25 d'agost de 2006     | Socorro              | LINEAR               |
| 340634 | 2006 QU134             | 27 d'agost de 2006     | Anderson Mesa        | LONEOS               |
| 340635 | 2006 QU139             | 17 d'agost de 2006     | Palomar              | NEAT                 |
| 340636 | 2006 QC148             | 18 d'agost de 2006     | Kitt Peak            | Spacewatch           |
| 340637 | 2006 QB155             | 18 d'agost de 2006     | Palomar              | NEAT                 |
| 340638 | 2006 QG155             | 18 d'agost de 2006     | Palomar              | NEAT                 |
| 340639 | 2006 QC158             | 19 d'agost de 2006     | Kitt Peak            | Spacewatch           |
| 340640 | 2006 QS158             | 19 d'agost de 2006     | Kitt Peak            | Spacewatch           |
| 340641 | 2006 QO159             | 19 d'agost de 2006     | Kitt Peak            | Spacewatch           |
| 340642 | 2006 QX162             | 21 d'agost de 2006     | Kitt Peak            | Spacewatch           |
| 340643 | 2006 QZ163             | 29 d'agost de 2006     | Catalina             | CSS                  |
| 340644 | 2006 QV166             | 29 d'agost de 2006     | Catalina             | CSS                  |
| 340645 | 2006 QX167             | 30 d'agost de 2006     | Anderson Mesa        | LONEOS               |
| 340646 | 2006 QH169             | 31 d'agost de 2006     | Socorro              | LINEAR               |
| 340647 | 2006 QK173             | 22 d'agost de 2006     | Cerro Tololo         | M. W. Buie           |
| 340648 | 2006 QF183             | 21 d'agost de 2006     | Kitt Peak            | Spacewatch           |
| 340649 | 2006 QK183             | 28 d'agost de 2006     | Kitt Peak            | Spacewatch           |
| 340650 | 2006 QQ185             | 19 d'agost de 2006     | Kitt Peak            | Spacewatch           |
| 340651 | 2006 RQ1               | 12 de setembre de 2006 | Mayhill              | A. Lowe              |
| 340652 | 2006 RD5               | 14 de setembre de 2006 | Catalina             | CSS                  |
| 340653 | 2006 RM7               | 11 de setembre de 2006 | Catalina             | CSS                  |
| 340654 | 2006 RZ11              | 13 de setembre de 2006 | Palomar              | NEAT                 |
| 340655 | 2006 RC12              | 13 de setembre de 2006 | Palomar              | NEAT                 |
| 340656 | 2006 RE13              | 14 de setembre de 2006 | Kitt Peak            | Spacewatch           |
| 340657 | 2006 RW15              | 14 de setembre de 2006 | Catalina             | CSS                  |
| 340658 | 2006 RA17              | 14 de setembre de 2006 | Palomar              | NEAT                 |
| 340659 | 2006 RF17              | 14 de setembre de 2006 | Catalina             | CSS                  |
| 340660 | 2006 RR25              | 14 de setembre de 2006 | Kitt Peak            | Spacewatch           |
| 340661 | 2006 RW26              | 14 de setembre de 2006 | Palomar              | NEAT                 |
| 340662 | 2006 RT28              | 15 de setembre de 2006 | Kitt Peak            | Spacewatch           |
| 340663 | 2006 RO29              | 15 de setembre de 2006 | Kitt Peak            | Spacewatch           |
| 340664 | 2006 RD30              | 15 de setembre de 2006 | Kitt Peak            | Spacewatch           |
| 340665 | 2006 RA35              | 14 de setembre de 2006 | Palomar              | NEAT                 |
| 340666 | 2006 RO36              | 15 de setembre de 2006 | Socorro              | LINEAR               |
| 340667 | 2006 RX36              | 12 de setembre de 2006 | Catalina             | CSS                  |
| 340668 | 2006 RE37              | 12 de setembre de 2006 | Catalina             | CSS                  |
| 340669 | 2006 RD39              | 14 de setembre de 2006 | Catalina             | CSS                  |
| 340670 | 2006 RH39              | 14 de setembre de 2006 | Catalina             | CSS                  |
| 340671 | 2006 RZ41              | 14 de setembre de 2006 | Kitt Peak            | Spacewatch           |
| 340672 | 2006 RJ42              | 14 de setembre de 2006 | Kitt Peak            | Spacewatch           |
| 340673 | 2006 RV42              | 14 de setembre de 2006 | Kitt Peak            | Spacewatch           |
| 340674 | 2006 RG43              | 14 de setembre de 2006 | Kitt Peak            | Spacewatch           |
| 340675 | 2006 RQ54              | 14 de setembre de 2006 | Kitt Peak            | Spacewatch           |
| 340676 | 2006 RY57              | 15 de setembre de 2006 | Kitt Peak            | Spacewatch           |
| 340677 | 2006 RD65              | 14 de setembre de 2006 | Palomar              | NEAT                 |
| 340678 | 2006 RH67              | 15 de setembre de 2006 | Kitt Peak            | Spacewatch           |
| 340679 | 2006 RM69              | 15 de setembre de 2006 | Kitt Peak            | Spacewatch           |
| 340680 | 2006 RW77              | 15 de setembre de 2006 | Kitt Peak            | Spacewatch           |
| 340681 | 2006 RN78              | 15 de setembre de 2006 | Kitt Peak            | Spacewatch           |
| 340682 | 2006 RM81              | 15 de setembre de 2006 | Kitt Peak            | Spacewatch           |
| 340683 | 2006 RS83              | 15 de setembre de 2006 | Kitt Peak            | Spacewatch           |
| 340684 | 2006 RE94              | 15 de setembre de 2006 | Kitt Peak            | Spacewatch           |
| 340685 | 2006 RD100             | 14 de setembre de 2006 | Catalina             | CSS                  |
| 340686 | 2006 RX101             | 14 de setembre de 2006 | Palomar              | NEAT                 |
| 340687 | 2006 RA108             | 14 de setembre de 2006 | Mauna Kea            | J. Masiero           |
| 340688 | 2006 RY120             | 15 de setembre de 2006 | Kitt Peak            | Spacewatch           |
| 340689 | 2006 RY121             | 15 de setembre de 2006 | Kitt Peak            | Spacewatch           |
| 340690 | 2006 RH122             | 14 de setembre de 2006 | Kitt Peak            | Spacewatch           |
| 340691 | 2006 RT122             | 6 de setembre de 2006  | Palomar              | NEAT                 |
| 340692 | 2006 SN                | 16 de setembre de 2006 | Goodricke-Pigott     | R. A. Tucker         |
| 340693 | 2006 SC2               | 16 de setembre de 2006 | Catalina             | CSS                  |
| 340694 | 2006 SW8               | 17 de setembre de 2006 | Catalina             | CSS                  |
| 340695 | 2006 SL9               | 30 d'agost de 2006     | Anderson Mesa        | LONEOS               |
| 340696 | 2006 SM11              | 16 de setembre de 2006 | Anderson Mesa        | LONEOS               |
| 340697 | 2006 SY17              | 17 de setembre de 2006 | Kitt Peak            | Spacewatch           |
| 340698 | 2006 SF21              | 16 de setembre de 2006 | Anderson Mesa        | LONEOS               |
| 340699 | 2006 SM21              | 16 de setembre de 2006 | Palomar              | NEAT                 |
| 340700 | 2006 SC23              | 17 de setembre de 2006 | Anderson Mesa        | LONEOS               |

## 340701-340800
| Nom    | Designació provisional | Data de descobriment   | Lloc de descobriment | Descobridor/s        |
| ------ | ---------------------- | ---------------------- | -------------------- | -------------------- |
| 340701 | 2006 SA27              | 16 de setembre de 2006 | Catalina             | CSS                  |
| 340702 | 2006 SU32              | 17 de setembre de 2006 | Kitt Peak            | Spacewatch           |
| 340703 | 2006 SJ33              | 17 de desembre de 2001 | Socorro              | LINEAR               |
| 340704 | 2006 SR33              | 17 de setembre de 2006 | Catalina             | CSS                  |
| 340705 | 2006 SK36              | 17 de setembre de 2006 | Anderson Mesa        | LONEOS               |
| 340706 | 2006 SU38              | 18 de setembre de 2006 | Kitt Peak            | Spacewatch           |
| 340707 | 2006 SN39              | 18 de setembre de 2006 | Socorro              | LINEAR               |
| 340708 | 2006 SQ39              | 18 de setembre de 2006 | Socorro              | LINEAR               |
| 340709 | 2006 SJ45              | 18 de setembre de 2006 | Kitt Peak            | Spacewatch           |
| 340710 | 2006 SB47              | 19 de setembre de 2006 | Catalina             | CSS                  |
| 340711 | 2006 SF47              | 19 de setembre de 2006 | Catalina             | CSS                  |
| 340712 | 2006 ST52              | 19 de setembre de 2006 | Anderson Mesa        | LONEOS               |
| 340713 | 2006 SV55              | 18 de setembre de 2006 | Catalina             | CSS                  |
| 340714 | 2006 SQ57              | 20 de setembre de 2006 | Crni Vrh             | Crni Vrh             |
| 340715 | 2006 SE58              | 19 de setembre de 2006 | Kitt Peak            | Spacewatch           |
| 340716 | 2006 SE64              | 18 de setembre de 2006 | Calvin-Rehoboth      | Calvin College       |
| 340717 | 2006 SA66              | 19 de setembre de 2006 | Kitt Peak            | Spacewatch           |
| 340718 | 2006 SQ68              | 19 de setembre de 2006 | Kitt Peak            | Spacewatch           |
| 340719 | 2006 SH70              | 19 de setembre de 2006 | Kitt Peak            | Spacewatch           |
| 340720 | 2006 SR76              | 20 de setembre de 2006 | Kitt Peak            | Spacewatch           |
| 340721 | 2006 SB85              | 18 de setembre de 2006 | Kitt Peak            | Spacewatch           |
| 340722 | 2006 SC85              | 18 de setembre de 2006 | Kitt Peak            | Spacewatch           |
| 340723 | 2006 SE114             | 23 de setembre de 2006 | Kitt Peak            | Spacewatch           |
| 340724 | 2006 SM131             | 26 de setembre de 2006 | Cordell-Lorenz       | Cordell-Lorenz       |
| 340725 | 2006 SV133             | 17 de setembre de 2006 | Catalina             | CSS                  |
| 340726 | 2006 SH137             | 20 de setembre de 2006 | Catalina             | CSS                  |
| 340727 | 2006 SP140             | 22 de setembre de 2006 | Catalina             | CSS                  |
| 340728 | 2006 SM142             | 19 de setembre de 2006 | Catalina             | CSS                  |
| 340729 | 2006 SL143             | 19 de setembre de 2006 | Kitt Peak            | Spacewatch           |
| 340730 | 2006 SZ143             | 19 de setembre de 2006 | Kitt Peak            | Spacewatch           |
| 340731 | 2006 SQ155             | 22 de setembre de 2006 | San Marcello         | San Marcello         |
| 340732 | 2006 SK163             | 24 de setembre de 2006 | Kitt Peak            | Spacewatch           |
| 340733 | 2006 SO164             | 25 de setembre de 2006 | Kitt Peak            | Spacewatch           |
| 340734 | 2006 SF165             | 25 de setembre de 2006 | Kitt Peak            | Spacewatch           |
| 340735 | 2006 SX165             | 25 de setembre de 2006 | Kitt Peak            | Spacewatch           |
| 340736 | 2006 SD172             | 25 de setembre de 2006 | Kitt Peak            | Spacewatch           |
| 340737 | 2006 SN179             | 25 de setembre de 2006 | Kitt Peak            | Spacewatch           |
| 340738 | 2006 SJ190             | 26 de setembre de 2006 | Mount Lemmon         | Mt. Lemmon Survey    |
| 340739 | 2006 SL194             | 26 de setembre de 2006 | Kitt Peak            | Spacewatch           |
| 340740 | 2006 SW198             | 23 de setembre de 2006 | Siding Spring        | Siding Spring Survey |
| 340741 | 2006 SA200             | 24 de setembre de 2006 | Kitt Peak            | Spacewatch           |
| 340742 | 2006 SY206             | 25 de setembre de 2006 | Mount Lemmon         | Mt. Lemmon Survey    |
| 340743 | 2006 SC208             | 26 de setembre de 2006 | Kitt Peak            | Spacewatch           |
| 340744 | 2006 SS210             | 26 de setembre de 2006 | Catalina             | CSS                  |
| 340745 | 2006 SC215             | 27 de setembre de 2006 | Kitt Peak            | Spacewatch           |
| 340746 | 2006 SO232             | 26 de setembre de 2006 | Kitt Peak            | Spacewatch           |
| 340747 | 2006 SE241             | 26 de setembre de 2006 | Kitt Peak            | Spacewatch           |
| 340748 | 2006 SL243             | 26 de setembre de 2006 | Kitt Peak            | Spacewatch           |
| 340749 | 2006 SK264             | 26 de setembre de 2006 | Kitt Peak            | Spacewatch           |
| 340750 | 2006 SG270             | 29 d'agost de 2006     | Catalina             | CSS                  |
| 340751 | 2006 SB276             | 28 de setembre de 2006 | Mount Lemmon         | Mt. Lemmon Survey    |
| 340752 | 2006 SC276             | 28 de setembre de 2006 | Mount Lemmon         | Mt. Lemmon Survey    |
| 340753 | 2006 SY282             | 26 de setembre de 2006 | Socorro              | LINEAR               |
| 340754 | 2006 SV283             | 26 de setembre de 2006 | Catalina             | CSS                  |
| 340755 | 2006 SD287             | 22 de setembre de 2006 | Anderson Mesa        | LONEOS               |
| 340756 | 2006 ST289             | 26 de setembre de 2006 | Catalina             | CSS                  |
| 340757 | 2006 SQ294             | 25 de setembre de 2006 | Kitt Peak            | Spacewatch           |
| 340758 | 2006 SH298             | 25 de setembre de 2006 | Mount Lemmon         | Mt. Lemmon Survey    |
| 340759 | 2006 SX300             | 26 de setembre de 2006 | Catalina             | CSS                  |
| 340760 | 2006 SY307             | 27 de setembre de 2006 | Kitt Peak            | Spacewatch           |
| 340761 | 2006 SL310             | 27 de setembre de 2006 | Kitt Peak            | Spacewatch           |
| 340762 | 2006 SJ318             | 27 de setembre de 2006 | Kitt Peak            | Spacewatch           |
| 340763 | 2006 SH323             | 27 de setembre de 2006 | Kitt Peak            | Spacewatch           |
| 340764 | 2006 SS324             | 27 de setembre de 2006 | Kitt Peak            | Spacewatch           |
| 340765 | 2006 SY324             | 27 de setembre de 2006 | Catalina             | CSS                  |
| 340766 | 2006 SF327             | 27 de setembre de 2006 | Kitt Peak            | Spacewatch           |
| 340767 | 2006 SN329             | 27 de setembre de 2006 | Kitt Peak            | Spacewatch           |
| 340768 | 2006 SS333             | 28 de setembre de 2006 | Kitt Peak            | Spacewatch           |
| 340769 | 2006 SM334             | 28 de setembre de 2006 | Kitt Peak            | Spacewatch           |
| 340770 | 2006 SW335             | 28 de setembre de 2006 | Kitt Peak            | Spacewatch           |
| 340771 | 2006 SF336             | 28 de setembre de 2006 | Kitt Peak            | Spacewatch           |
| 340772 | 2006 SP347             | 28 de setembre de 2006 | Kitt Peak            | Spacewatch           |
| 340773 | 2006 SR351             | 30 de setembre de 2006 | Kitt Peak            | Spacewatch           |
| 340774 | 2006 SR353             | 30 de setembre de 2006 | Catalina             | CSS                  |
| 340775 | 2006 SO358             | 30 de setembre de 2006 | Catalina             | CSS                  |
| 340776 | 2006 SG366             | 30 de setembre de 2006 | Mount Lemmon         | Mt. Lemmon Survey    |
| 340777 | 2006 SM368             | 27 de setembre de 2006 | Mount Lemmon         | Mt. Lemmon Survey    |
| 340778 | 2006 SL375             | 17 de setembre de 2006 | Apache Point         | A. C. Becker         |
| 340779 | 2006 SD379             | 19 de setembre de 2006 | Apache Point         | A. C. Becker         |
| 340780 | 2006 SA380             | 27 de setembre de 2006 | Apache Point         | A. C. Becker         |
| 340781 | 2006 SM382             | 28 de setembre de 2006 | Apache Point         | A. C. Becker         |
| 340782 | 2006 SM383             | 29 de setembre de 2006 | Apache Point         | A. C. Becker         |
| 340783 | 2006 SV383             | 29 de setembre de 2006 | Apache Point         | A. C. Becker         |
| 340784 | 2006 SW391             | 19 de setembre de 2006 | Anderson Mesa        | LONEOS               |
| 340785 | 2006 SY394             | 28 de setembre de 2006 | Catalina             | CSS                  |
| 340786 | 2006 SZ394             | 30 de setembre de 2006 | Kitt Peak            | Spacewatch           |
| 340787 | 2006 SN395             | 17 de setembre de 2006 | Mauna Kea            | J. Masiero           |
| 340788 | 2006 SD403             | 27 de setembre de 2006 | Kitt Peak            | Spacewatch           |
| 340789 | 2006 SE403             | 27 de setembre de 2006 | Mount Lemmon         | Mt. Lemmon Survey    |
| 340790 | 2006 SJ405             | 17 de setembre de 2006 | Kitt Peak            | Spacewatch           |
| 340791 | 2006 TE10              | 16 de setembre de 2006 | Catalina             | CSS                  |
| 340792 | 2006 TW15              | 11 d'octubre de 2006   | Kitt Peak            | Spacewatch           |
| 340793 | 2006 TZ15              | 11 d'octubre de 2006   | Kitt Peak            | Spacewatch           |
| 340794 | 2006 TG16              | 11 d'octubre de 2006   | Kitt Peak            | Spacewatch           |
| 340795 | 2006 TT44              | 12 d'octubre de 2006   | Kitt Peak            | Spacewatch           |
| 340796 | 2006 TB60              | 13 d'octubre de 2006   | Kitt Peak            | Spacewatch           |
| 340797 | 2006 TB65              | 11 d'octubre de 2006   | Kitt Peak            | Spacewatch           |
| 340798 | 2006 TF66              | 11 d'octubre de 2006   | Palomar              | NEAT                 |
| 340799 | 2006 TL66              | 11 d'octubre de 2006   | Palomar              | NEAT                 |
| 340800 | 2006 TT68              | 11 d'octubre de 2006   | Palomar              | NEAT                 |

## 340801-340900
| Nom                   | Designació provisional | Data de descobriment   | Lloc de descobriment | Descobridor/s       |
| --------------------- | ---------------------- | ---------------------- | -------------------- | ------------------- |
| 340801                | 2006 TZ68              | 11 d'octubre de 2006   | Palomar              | NEAT                |
| 340802                | 2006 TD70              | 11 d'octubre de 2006   | Palomar              | NEAT                |
| 340803                | 2006 TC71              | 11 d'octubre de 2006   | Palomar              | NEAT                |
| 340804                | 2006 TR78              | 12 d'octubre de 2006   | Palomar              | NEAT                |
| 340805                | 2006 TY98              | 15 d'octubre de 2006   | Kitt Peak            | Spacewatch          |
| 340806                | 2006 TQ103             | 15 d'octubre de 2006   | Kitt Peak            | Spacewatch          |
| 340807                | 2006 TO105             | 15 d'octubre de 2006   | Kitt Peak            | Spacewatch          |
| 340808                | 2006 TF111             | 1 d'octubre de 2006    | Apache Point         | A. C. Becker        |
| 340809                | 2006 UA3               | 16 d'octubre de 2006   | Catalina             | CSS                 |
| 340810                | 2006 UY4               | 16 d'octubre de 2006   | Kitt Peak            | Spacewatch          |
| 340811                | 2006 UR11              | 17 d'octubre de 2006   | Mount Lemmon         | Mt. Lemmon Survey   |
| 340812                | 2006 UM20              | 16 d'octubre de 2006   | Kitt Peak            | Spacewatch          |
| 340813                | 2006 UD26              | 16 d'octubre de 2006   | Mount Lemmon         | Mt. Lemmon Survey   |
| 340814                | 2006 UR29              | 16 d'octubre de 2006   | Kitt Peak            | Spacewatch          |
| 340815                | 2006 UW55              | 18 d'octubre de 2006   | Kitt Peak            | Spacewatch          |
| 340816                | 2006 UE56              | 20 de novembre de 2001 | Socorro              | LINEAR              |
| 340817                | 2006 UE80              | 17 d'octubre de 2006   | Mount Lemmon         | Mt. Lemmon Survey   |
| 340818                | 2006 UQ82              | 17 d'octubre de 2006   | Kitt Peak            | Spacewatch          |
| 340819                | 2006 UT87              | 17 d'octubre de 2006   | Mount Lemmon         | Mt. Lemmon Survey   |
| 340820                | 2006 UU96              | 18 d'octubre de 2006   | Kitt Peak            | Spacewatch          |
| 340821                | 2006 UQ110             | 19 d'octubre de 2006   | Kitt Peak            | Spacewatch          |
| 340822                | 2006 UT125             | 19 d'octubre de 2006   | Kitt Peak            | Spacewatch          |
| 340823                | 2006 UY131             | 19 d'octubre de 2006   | Palomar              | NEAT                |
| 340824                | 2006 UN147             | 20 d'octubre de 2006   | Mount Lemmon         | Mt. Lemmon Survey   |
| 340825                | 2006 UL148             | 20 d'octubre de 2006   | Mount Lemmon         | Mt. Lemmon Survey   |
| 340826                | 2006 UF152             | 20 d'octubre de 2006   | Catalina             | CSS                 |
| 340827                | 2006 UR175             | 16 d'octubre de 2006   | Catalina             | CSS                 |
| 340828                | 2006 UW175             | 16 d'octubre de 2006   | Catalina             | CSS                 |
| 340829                | 2006 UD209             | 23 d'octubre de 2006   | Kitt Peak            | Spacewatch          |
| 340830                | 2006 UU241             | 27 d'octubre de 2006   | Kitt Peak            | Spacewatch          |
| 340831                | 2006 UO242             | 27 d'octubre de 2006   | Kitt Peak            | Spacewatch          |
| 340832                | 2006 UE262             | 28 d'octubre de 2006   | Mount Lemmon         | Mt. Lemmon Survey   |
| 340833                | 2006 UU270             | 27 d'octubre de 2006   | Mount Lemmon         | Mt. Lemmon Survey   |
| 340834                | 2006 UP306             | 17 de setembre de 1995 | Kitt Peak            | Spacewatch          |
| 340835                | 2006 VO4               | 9 de novembre de 2006  | Kitt Peak            | Spacewatch          |
| 340836                | 2006 VO13              | 14 de novembre de 2006 | Kitt Peak            | Spacewatch          |
| 340837                | 2006 VC96              | 10 de novembre de 2006 | Kitt Peak            | Spacewatch          |
| 340838                | 2006 VL129             | 15 de novembre de 2006 | Socorro              | LINEAR              |
| 340839                | 2006 VB139             | 15 de novembre de 2006 | Mount Lemmon         | Mt. Lemmon Survey   |
| 340840                | 2006 WF11              | 16 de novembre de 2006 | Socorro              | LINEAR              |
| 340841                | 2006 WJ39              | 16 de novembre de 2006 | Kitt Peak            | Spacewatch          |
| 340842                | 2006 WT69              | 18 de novembre de 2006 | Kitt Peak            | Spacewatch          |
| 340843                | 2006 WJ89              | 18 de novembre de 2006 | Kitt Peak            | Spacewatch          |
| 340844                | 2006 WK139             | 19 de novembre de 2006 | Kitt Peak            | Spacewatch          |
| 340845                | 2006 WY150             | 20 de novembre de 2006 | Mount Lemmon         | Mt. Lemmon Survey   |
| 340846                | 2006 XH22              | 12 de desembre de 2006 | Kitt Peak            | Spacewatch          |
| 340847                | 2006 XY26              | 12 de desembre de 2006 | Catalina             | CSS                 |
| 340848                | 2006 XO27              | 13 de desembre de 2006 | Kitt Peak            | Spacewatch          |
| 340849                | 2006 XJ31              | 13 de desembre de 2006 | Kitt Peak            | Spacewatch          |
| 340850                | 2006 XN37              | 11 de desembre de 2006 | Kitt Peak            | Spacewatch          |
| 340851                | 2006 YZ29              | 21 de desembre de 2006 | Kitt Peak            | Spacewatch          |
| 340852                | 2006 YP34              | 21 de desembre de 2006 | Kitt Peak            | Spacewatch          |
| 340853                | 2006 YP46              | 21 de desembre de 2006 | Mount Lemmon         | Mt. Lemmon Survey   |
| 340854                | 2006 YN54              | 24 de desembre de 2006 | Kitt Peak            | Spacewatch          |
| 340855                | 2007 AB8               | 11 de gener de 2007    | Pla D'Arguines       | R. Ferrando         |
| 340856                | 2007 AS23              | 10 de gener de 2007    | Mount Lemmon         | Mt. Lemmon Survey   |
| 340857                | 2007 AL28              | 9 de gener de 2007     | Kitt Peak            | Spacewatch          |
| 340858                | 2007 BQ5               | 17 de gener de 2007    | Palomar              | NEAT                |
| 340859                | 2007 BQ7               | 17 de gener de 2007    | Kitt Peak            | Spacewatch          |
| 340860                | 2007 BL10              | 17 de gener de 2007    | Palomar              | NEAT                |
| 340861                | 2007 BN17              | 17 de gener de 2007    | Palomar              | NEAT                |
| 340862                | 2007 BG23              | 24 de gener de 2007    | Mount Lemmon         | Mt. Lemmon Survey   |
| 340863                | 2007 BH24              | 24 de gener de 2007    | Mount Lemmon         | Mt. Lemmon Survey   |
| 340864                | 2007 BM24              | 24 de gener de 2007    | Mount Lemmon         | Mt. Lemmon Survey   |
| 340865                | 2007 BY26              | 24 de gener de 2007    | Catalina             | CSS                 |
| 340866                | 2007 BF27              | 24 de gener de 2007    | Catalina             | CSS                 |
| 340867                | 2007 BM49              | 22 de gener de 2007    | Lulin                | H.-C. Lin, Q.-z. Ye |
| 340868                | 2007 BC63              | 27 de gener de 2007    | Mount Lemmon         | Mt. Lemmon Survey   |
| 340869                | 2007 BJ69              | 27 de gener de 2007    | Mount Lemmon         | Mt. Lemmon Survey   |
| 340870                | 2007 BA70              | 27 de gener de 2007    | Mount Lemmon         | Mt. Lemmon Survey   |
| 340871                | 2007 BU75              | 25 de gener de 2007    | Kitt Peak            | Spacewatch          |
| 340872                | 2007 BR76              | 17 de gener de 2007    | Kitt Peak            | Spacewatch          |
| 340873                | 2007 BX76              | 9 de gener de 2007     | Kitt Peak            | Spacewatch          |
| 340874                | 2007 BE79              | 27 de gener de 2007    | Kitt Peak            | Spacewatch          |
| 340875                | 2007 BW101             | 17 de gener de 2007    | Kitt Peak            | Spacewatch          |
| 340876                | 2007 CY2               | 6 de febrer de 2007    | Kitt Peak            | Spacewatch          |
| 340877                | 2007 CR10              | 6 de febrer de 2007    | Mount Lemmon         | Mt. Lemmon Survey   |
| 340878                | 2007 CE16              | 6 de febrer de 2007    | Mount Lemmon         | Mt. Lemmon Survey   |
| 340879                | 2007 CF21              | 6 de febrer de 2007    | Mount Lemmon         | Mt. Lemmon Survey   |
| 340880                | 2007 CE25              | 8 de febrer de 2007    | Kitt Peak            | Spacewatch          |
| 340881                | 2007 CZ25              | 9 de febrer de 2007    | Kitt Peak            | Spacewatch          |
| 340882                | 2007 CH36              | 6 de febrer de 2007    | Kitt Peak            | Spacewatch          |
| 340883                | 2007 CC39              | 6 de febrer de 2007    | Mount Lemmon         | Mt. Lemmon Survey   |
| 340884                | 2007 CA42              | 7 de febrer de 2007    | Kitt Peak            | Spacewatch          |
| 340885                | 2007 CQ42              | 7 de febrer de 2007    | Mount Lemmon         | Mt. Lemmon Survey   |
| 340886                | 2007 CR45              | 8 de febrer de 2007    | Palomar              | NEAT                |
| 340887                | 2007 CQ49              | 10 de febrer de 2007   | Mount Lemmon         | Mt. Lemmon Survey   |
| 340888                | 2007 CY52              | 13 de febrer de 2007   | Socorro              | LINEAR              |
| 340889                | 2007 CL53              | 17 de gener de 2007    | Kitt Peak            | Spacewatch          |
| 340890                | 2007 CQ53              | 15 de febrer de 2007   | Palomar              | NEAT                |
| 340891 Londoncommorch | 2007 CO54              | 14 de febrer de 2007   | Lulin                | C.-S. Lin, Q.-z. Ye |
| 340892                | 2007 CN57              | 9 de febrer de 2007    | Catalina             | CSS                 |
| 340893                | 2007 CQ57              | 9 de febrer de 2007    | Catalina             | CSS                 |
| 340894                | 2007 CG60              | 10 de febrer de 2007   | Catalina             | CSS                 |
| 340895                | 2007 CH63              | 15 de febrer de 2007   | Palomar              | NEAT                |
| 340896                | 2007 CJ63              | 15 de febrer de 2007   | Palomar              | NEAT                |
| 340897                | 2007 CQ64              | 10 de febrer de 2007   | Mount Lemmon         | Mt. Lemmon Survey   |
| 340898                | 2007 DV3               | 16 de febrer de 2007   | Mount Lemmon         | Mt. Lemmon Survey   |
| 340899                | 2007 DA15              | 17 de febrer de 2007   | Kitt Peak            | Spacewatch          |
| 340900                | 2007 DB21              | 17 de febrer de 2007   | Kitt Peak            | Spacewatch          |

## 340901-341000
| Nom               | Designació provisional | Data de descobriment   | Lloc de descobriment | Descobridor/s     |
| ----------------- | ---------------------- | ---------------------- | -------------------- | ----------------- |
| 340901            | 2007 DU25              | 17 de febrer de 2007   | Kitt Peak            | Spacewatch        |
| 340902            | 2007 DK26              | 17 de febrer de 2007   | Kitt Peak            | Spacewatch        |
| 340903            | 2007 DX26              | 17 de febrer de 2007   | Kitt Peak            | Spacewatch        |
| 340904            | 2007 DE33              | 17 de febrer de 2007   | Kitt Peak            | Spacewatch        |
| 340905            | 2007 DT33              | 17 de febrer de 2007   | Kitt Peak            | Spacewatch        |
| 340906            | 2007 DB37              | 17 de febrer de 2007   | Kitt Peak            | Spacewatch        |
| 340907            | 2007 DC38              | 17 de febrer de 2007   | Kitt Peak            | Spacewatch        |
| 340908            | 2007 DM38              | 17 de febrer de 2007   | Kitt Peak            | Spacewatch        |
| 340909            | 2007 DP38              | 17 de febrer de 2007   | Kitt Peak            | Spacewatch        |
| 340910            | 2007 DZ46              | 21 de febrer de 2007   | Socorro              | LINEAR            |
| 340911            | 2007 DB52              | 17 de febrer de 2007   | Mount Lemmon         | Mt. Lemmon Survey |
| 340912            | 2007 DX53              | 19 de febrer de 2007   | Mount Lemmon         | Mt. Lemmon Survey |
| 340913            | 2007 DH64              | 21 de febrer de 2007   | Kitt Peak            | Spacewatch        |
| 340914            | 2007 DU72              | 21 de febrer de 2007   | Kitt Peak            | Spacewatch        |
| 340915            | 2007 DW75              | 21 de febrer de 2007   | Mount Lemmon         | Mt. Lemmon Survey |
| 340916            | 2007 DM80              | 23 de febrer de 2007   | Mount Lemmon         | Mt. Lemmon Survey |
| 340917            | 2007 DP91              | 24 de novembre de 2006 | Kitt Peak            | Spacewatch        |
| 340918            | 2007 DZ95              | 23 de febrer de 2007   | Kitt Peak            | Spacewatch        |
| 340919            | 2007 DU96              | 17 de febrer de 2007   | Mount Lemmon         | Mt. Lemmon Survey |
| 340920            | 2007 DM105             | 16 de febrer de 2007   | Mount Lemmon         | Mt. Lemmon Survey |
| 340921            | 2007 DB111             | 23 de febrer de 2007   | Mount Lemmon         | Mt. Lemmon Survey |
| 340922            | 2007 DY111             | 25 de febrer de 2007   | Mount Lemmon         | Mt. Lemmon Survey |
| 340923            | 2007 DE112             | 26 de febrer de 2007   | Mount Lemmon         | Mt. Lemmon Survey |
| 340924            | 2007 DD114             | 25 de febrer de 2007   | Mount Lemmon         | Mt. Lemmon Survey |
| 340925            | 2007 DG115             | 23 de febrer de 2007   | Kitt Peak            | Spacewatch        |
| 340926            | 2007 EP                | 16 de novembre de 2006 | Mount Lemmon         | Mt. Lemmon Survey |
| 340927            | 2007 EK2               | 9 de març de 2007      | Kitt Peak            | Spacewatch        |
| 340928            | 2007 EU4               | 28 de gener de 2003    | Kitt Peak            | Spacewatch        |
| 340929            | 2007 ET9               | 9 de març de 2007      | Saint-Sulpice        | B. Christophe     |
| 340930            | 2007 EF11              | 9 de març de 2007      | Kitt Peak            | Spacewatch        |
| 340931            | 2007 EH12              | 9 de març de 2007      | Palomar              | NEAT              |
| 340932            | 2007 EE17              | 23 de febrer de 2007   | Socorro              | LINEAR            |
| 340933            | 2007 EQ20              | 10 de març de 2007     | Kitt Peak            | Spacewatch        |
| 340934            | 2007 EJ21              | 10 de març de 2007     | Kitt Peak            | Spacewatch        |
| 340935            | 2007 EP21              | 10 de març de 2007     | Mount Lemmon         | Mt. Lemmon Survey |
| 340936            | 2007 EF25              | 10 de març de 2007     | Mount Lemmon         | Mt. Lemmon Survey |
| 340937            | 2007 EV34              | 10 de març de 2007     | Palomar              | NEAT              |
| 340938            | 2007 EF37              | 11 de març de 2007     | Mount Lemmon         | Mt. Lemmon Survey |
| 340939            | 2007 EP39              | 12 de març de 2007     | Marly                | P. Kocher         |
| 340940            | 2007 EK41              | 9 de març de 2007      | Catalina             | CSS               |
| 340941            | 2007 EY43              | 9 de març de 2007      | Kitt Peak            | Spacewatch        |
| 340942            | 2007 EB45              | 9 de març de 2007      | Catalina             | CSS               |
| 340943            | 2007 EC45              | 9 de març de 2007      | Kitt Peak            | Spacewatch        |
| 340944            | 2007 EO45              | 9 de març de 2007      | Kitt Peak            | Spacewatch        |
| 340945            | 2007 EA49              | 9 de març de 2007      | Kitt Peak            | Spacewatch        |
| 340946            | 2007 EO56              | 12 de març de 2007     | Kitt Peak            | Spacewatch        |
| 340947            | 2007 EJ58              | 9 de març de 2007      | Mount Lemmon         | Mt. Lemmon Survey |
| 340948            | 2007 ES66              | 10 de març de 2007     | Kitt Peak            | Spacewatch        |
| 340949            | 2007 EO68              | 10 de març de 2007     | Palomar              | NEAT              |
| 340950            | 2007 EV70              | 10 de març de 2007     | Kitt Peak            | Spacewatch        |
| 340951            | 2007 ER71              | 10 de març de 2007     | Kitt Peak            | Spacewatch        |
| 340952            | 2007 EN75              | 10 de març de 2007     | Kitt Peak            | Spacewatch        |
| 340953            | 2007 EU77              | 10 de març de 2007     | Mount Lemmon         | Mt. Lemmon Survey |
| 340954            | 2007 EL79              | 10 de març de 2007     | Kitt Peak            | Spacewatch        |
| 340955            | 2007 EY81              | 11 de març de 2007     | Catalina             | CSS               |
| 340956            | 2007 EK85              | 12 de març de 2007     | Kitt Peak            | Spacewatch        |
| 340957            | 2007 ER88              | 27 de febrer de 2007   | Kitt Peak            | Spacewatch        |
| 340958            | 2007 ET88              | 9 de març de 2007      | Kitt Peak            | Spacewatch        |
| 340959            | 2007 EZ89              | 9 de març de 2007      | Mount Lemmon         | Mt. Lemmon Survey |
| 340960            | 2007 EH92              | 23 de febrer de 2007   | Kitt Peak            | Spacewatch        |
| 340961            | 2007 EW92              | 10 de març de 2007     | Mount Lemmon         | Mt. Lemmon Survey |
| 340962            | 2007 ET98              | 11 de març de 2007     | Kitt Peak            | Spacewatch        |
| 340963            | 2007 EH101             | 11 de març de 2007     | Kitt Peak            | Spacewatch        |
| 340964            | 2007 EJ101             | 11 de març de 2007     | Kitt Peak            | Spacewatch        |
| 340965            | 2007 EA105             | 11 de març de 2007     | Mount Lemmon         | Mt. Lemmon Survey |
| 340966            | 2007 EG106             | 11 de març de 2007     | Kitt Peak            | Spacewatch        |
| 340967            | 2007 EA111             | 11 de març de 2007     | Kitt Peak            | Spacewatch        |
| 340968            | 2007 EL112             | 11 de març de 2007     | Mount Lemmon         | Mt. Lemmon Survey |
| 340969            | 2007 EF116             | 13 de març de 2007     | Mount Lemmon         | Mt. Lemmon Survey |
| 340970            | 2007 EP117             | 13 de març de 2007     | Mount Lemmon         | Mt. Lemmon Survey |
| 340971            | 2007 EY117             | 13 de març de 2007     | Mount Lemmon         | Mt. Lemmon Survey |
| 340972            | 2007 EM130             | 9 de març de 2007      | Mount Lemmon         | Mt. Lemmon Survey |
| 340973            | 2007 EF137             | 10 de febrer de 2007   | Catalina             | CSS               |
| 340974            | 2007 EW137             | 11 de març de 2007     | Anderson Mesa        | LONEOS            |
| 340975            | 2007 EG141             | 12 de març de 2007     | Kitt Peak            | Spacewatch        |
| 340976            | 2007 EH167             | 12 de març de 2007     | Mount Lemmon         | Mt. Lemmon Survey |
| 340977            | 2007 EK167             | 12 de març de 2007     | Catalina             | CSS               |
| 340978            | 2007 ET167             | 13 de març de 2007     | Mount Lemmon         | Mt. Lemmon Survey |
| 340979            | 2007 EF169             | 13 de març de 2007     | Kitt Peak            | Spacewatch        |
| 340980 Bad Vilbel | 2007 EJ171             | 15 de març de 2007     | Bergen-Enkheim       | U. Suessenberger  |
| 340981            | 2007 EC175             | 14 de març de 2007     | Kitt Peak            | Spacewatch        |
| 340982            | 2007 EB176             | 14 de març de 2007     | Kitt Peak            | Spacewatch        |
| 340983            | 2007 EC181             | 14 de març de 2007     | Kitt Peak            | Spacewatch        |
| 340984            | 2007 EW182             | 7 de març de 2003      | Anderson Mesa        | LONEOS            |
| 340985            | 2007 ED183             | 12 de març de 2007     | Mount Lemmon         | Mt. Lemmon Survey |
| 340986            | 2007 ET185             | 14 de març de 2007     | Mount Lemmon         | Mt. Lemmon Survey |
| 340987            | 2007 EY191             | 13 de març de 2007     | Kitt Peak            | Spacewatch        |
| 340988            | 2007 EM192             | 14 de març de 2007     | Kitt Peak            | Spacewatch        |
| 340989            | 2007 EU192             | 10 de març de 2007     | Mount Lemmon         | Mt. Lemmon Survey |
| 340990            | 2007 EB198             | 15 de març de 2007     | Kitt Peak            | Spacewatch        |
| 340991            | 2007 EH198             | 15 de març de 2007     | Mount Lemmon         | Mt. Lemmon Survey |
| 340992            | 2007 EJ198             | 15 de març de 2007     | Mount Lemmon         | Mt. Lemmon Survey |
| 340993            | 2007 EL199             | 13 de març de 2007     | Catalina             | CSS               |
| 340994            | 2007 EA210             | 8 de març de 2007      | Palomar              | NEAT              |
| 340995            | 2007 EK212             | 8 de març de 2007      | Palomar              | NEAT              |
| 340996            | 2007 EL214             | 9 de març de 2007      | Kitt Peak            | Spacewatch        |
| 340997            | 2007 EO215             | 12 de març de 2007     | Catalina             | CSS               |
| 340998            | 2007 EP215             | 12 de març de 2007     | Catalina             | CSS               |
| 340999            | 2007 EV216             | 15 de març de 2007     | Catalina             | CSS               |
| 341000            | 2007 EK220             | 14 de març de 2007     | Kitt Peak            | Spacewatch        |